# ローマ
ローマ（伊: Roma、英: Rome）は、イタリアの首都。欧州有数の世界都市であり、ラツィオ州の州都。周囲を七つの丘に囲まれていることから、｢七つの丘の都市」と呼ばれることもある。その歴史的重要性により、ローマは一般に西洋文明の最も代表的な都市の一つであり、西洋キリスト教文化の発祥の地であるとともに、カトリック教会とローマ教皇庁の中心地であると考えられている。
ローマの歴史は28世紀に及ぶ。ローマ神話ではローマの建国を紀元前753年としているが、実際にはそれよりも古くから人が住んでおり、3000年以上にわたって人類が定住してきたヨーロッパ最古の都市の1つである。初期の住民はラテン人、エトルリア人、サビニ人の混血であった。ローマはローマ王国の首都となり、その後のローマ共和国やローマ帝国の時代を通じてその地位を占め続けた最初のメトロポリスであった。紀元前1世紀に詩人アルビウス・ティブッルスが初めてローマを「永遠の都市 (ラテン語: Urbs Aeterna、イタリア語: La Città Eterna）」と呼び、後にオウィディウスやウェルギリウス、ティトゥス・リウィウスも同様に表現している。ローマは「カプート・ムンディ (ラテン語: Caput Mundi（世界の首都） 」とも呼ばれた。

## 概説
イタリアの首都で政治、経済、文化、宗教の中心地である。当市に囲まれるようにローマ教皇の居住するバチカン市国があり、そこは全世界のカトリック教徒にとっての中心地で、現在は外国であるが歴史・宗教・文化的にはローマ市地域と密接な関わりがある。そして昔のローマの大国さを表した「ローマは一日にして成らず」という諺もある。また、領土を持たないマルタ騎士団の本部、マルタ宮殿がコンドッティ通り68番地にあり、治外法権が認められている。
2023年現在の人口は約275万人で、イタリアで最も人口が多い都市である。2010年の都市的地域の人口では271万人であり、世界128位である。
ローマは最も重要な古代文明の中心であり、その後の数世紀の社会、文化、言語、文学、芸術、建築、都市計画、土木工学、哲学、宗教、法律、習慣に影響を与えた。ラテン語の発祥の地であるこの街は、地中海盆地全体とヨーロッパの大部分に支配を広げた古代ローマ国家の首都でもあった。カトリック教会の中枢であり、そしてまたその美しさから『永遠の都』と称される。
2014年、アメリカのシンクタンクが公表したビジネス、人材、文化、政治などを対象とした総合的な世界都市ランキングにおいて、世界第32位の都市と評価されており、イタリアの都市では第1位であった。
観光都市としての側面もあり、2012年には780万人の観光客が訪れた。後述の「観光｣、｢聖地として」も参照。

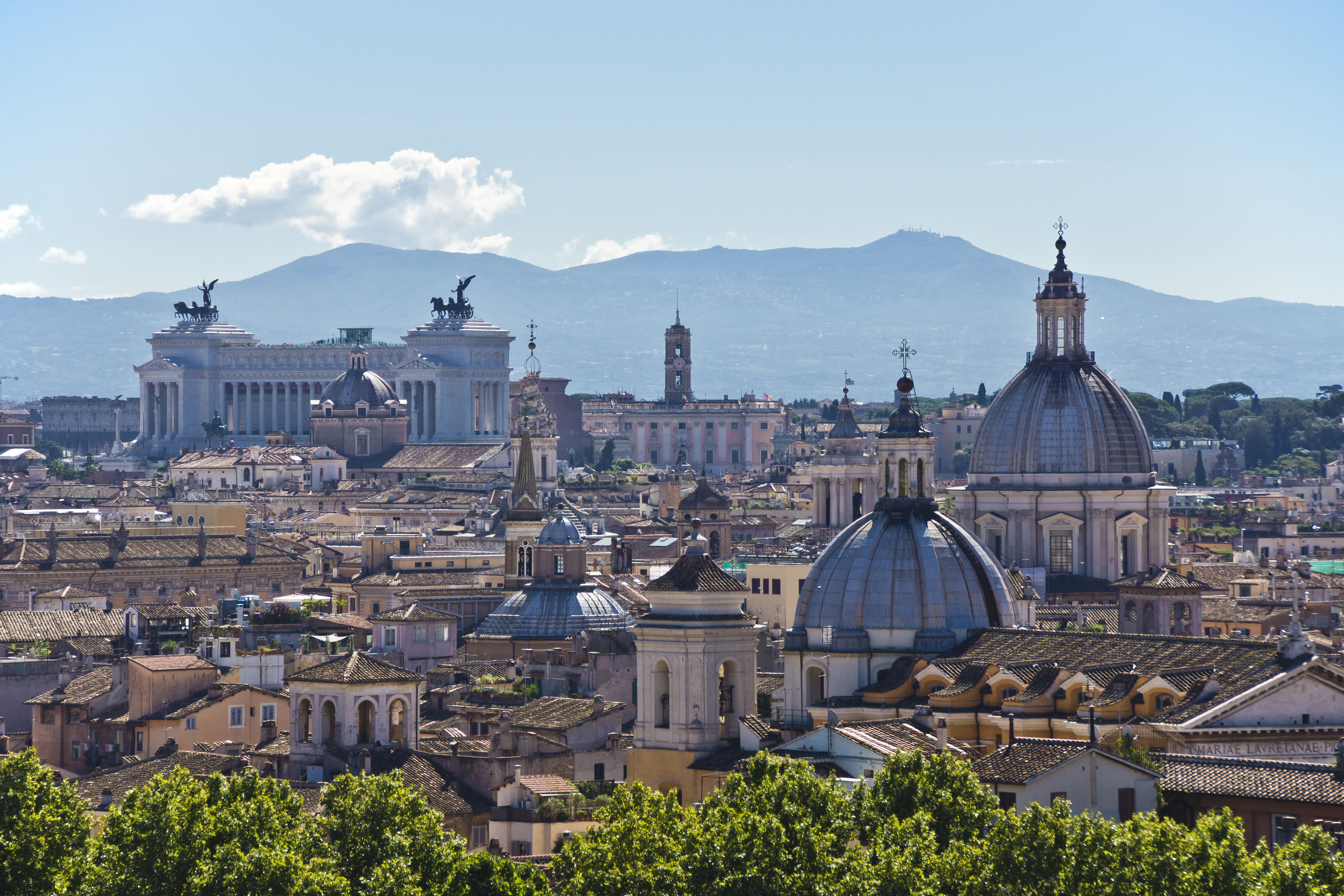
ローマの旧市街
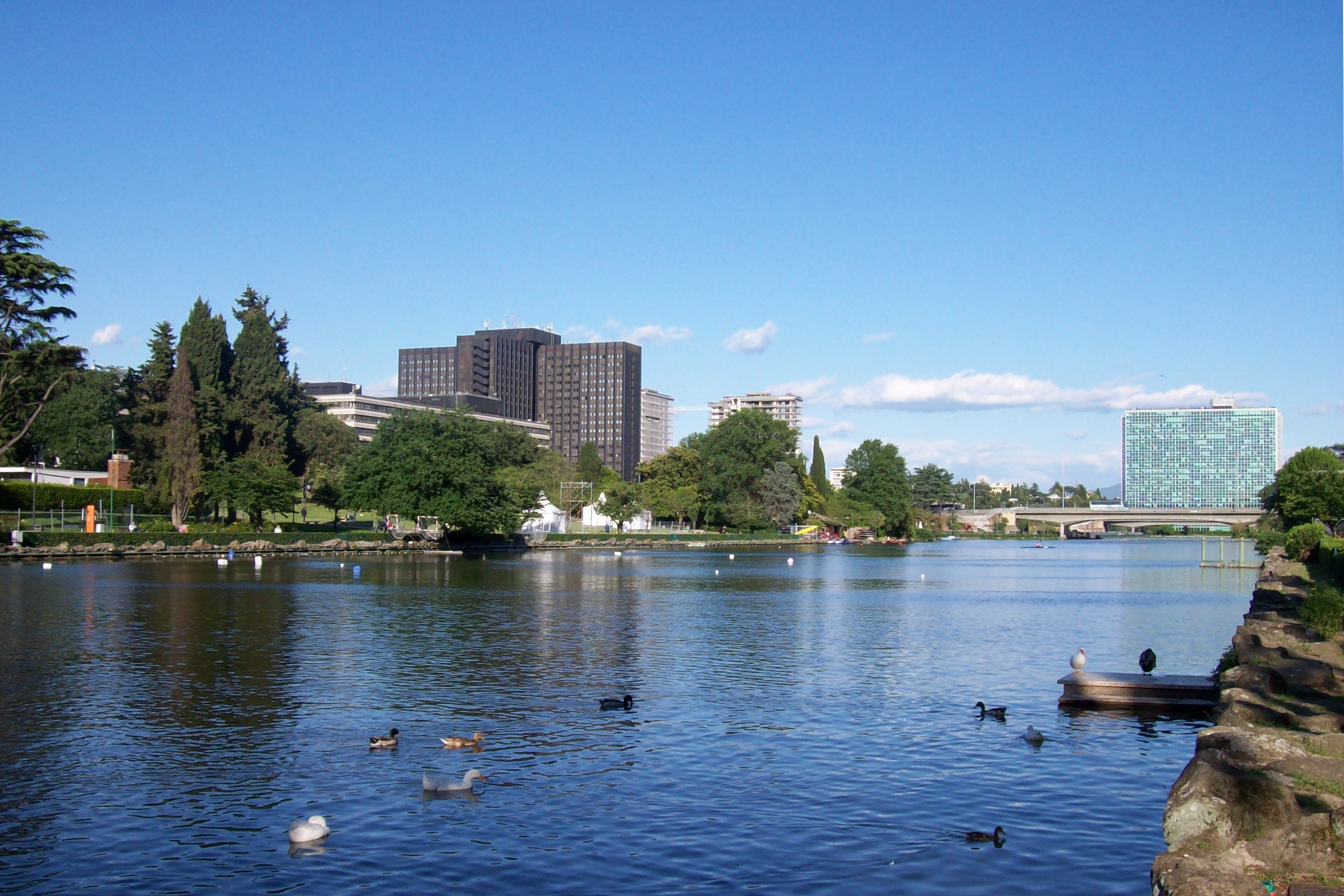
ローマの新都心であるエウローパ
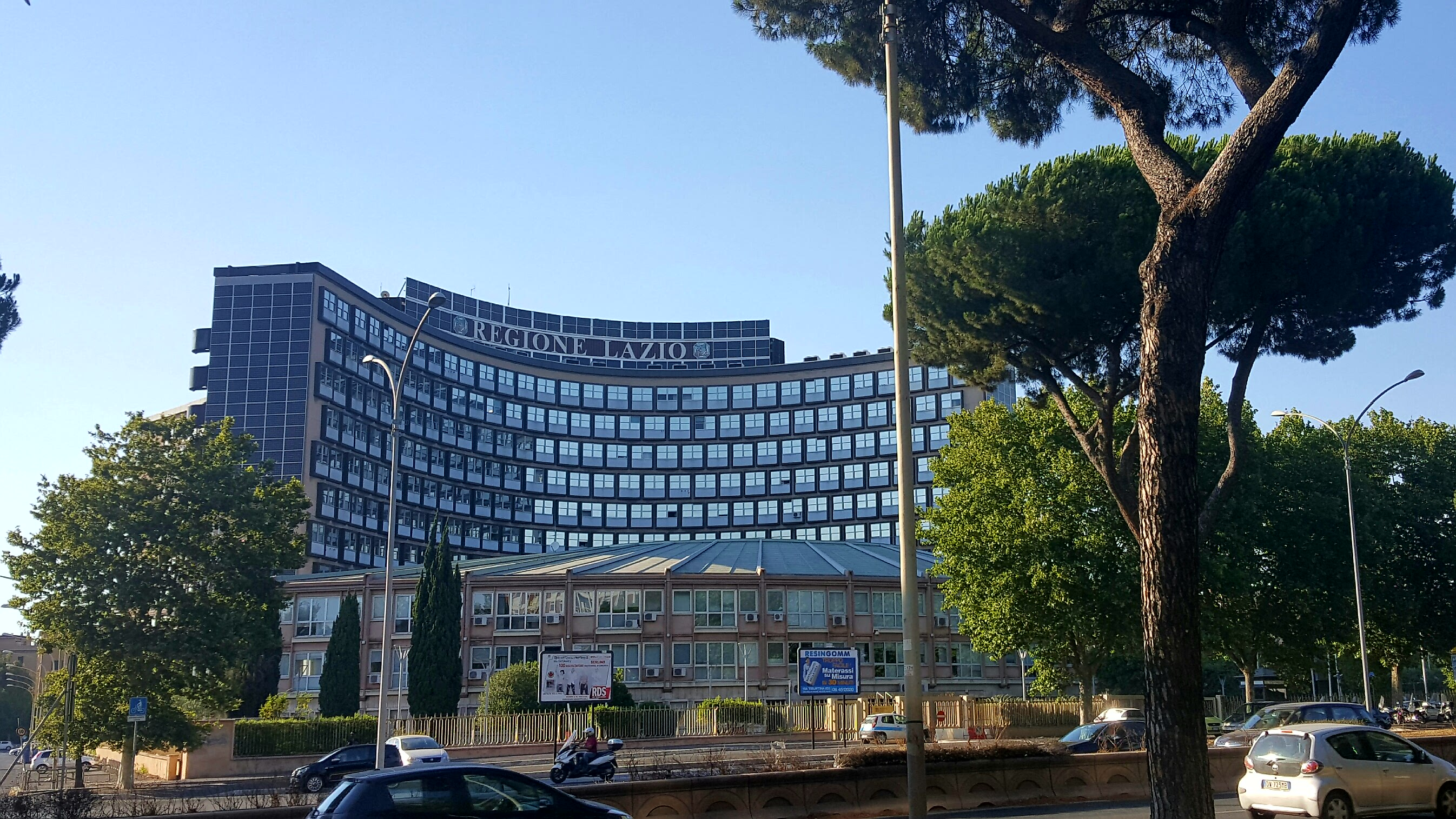
ラツィオ州政府（Via Rosa Raimondi Garibaldi, 7）

### 紋章
ローマ市の盾形の紋章に書いてある「SPQR」の文字は、ラテン語で「元老院とローマの市民」の略称で、ローマ帝国時代には、領域内のあらゆる地で公共物に刻んだ。
今でも、ローマ市内に残るローマ帝国時代の遺跡や当時の建造物の他、現在のローマ市の盾形の紋章に使用されていることから、ローマ市内を走るバスやタクシー、マンホールの蓋にも紋章が入れられている。

## 地理

### 地勢
ティレニア海にそそぐテヴェレ川河口から25kmほどさかのぼった位置にあるイタリアの首都で、ラツィオ州の州都でありローマ県の県都。伝説によれば、ローマは紀元前753年、テヴェレ川東岸の「ローマの七丘」のひとつ、パラティーノの丘に建設されたという。七丘とは、パラティーノ、アヴェンティーノ、カピトリーノ、クイリナーレ、ヴィミナーレ、エスクイリーノ、チェリオの丘をさしていた。しかし考古学的には、紀元前1000年にはすでに人が定住していたことが証明されている。歴史的に由緒のある地区は意外に狭く、そのほとんどがテヴェレ川東岸にある。ローマの過去の栄光をしめす記念建造物の大部分はこの地区にある。

### 地域

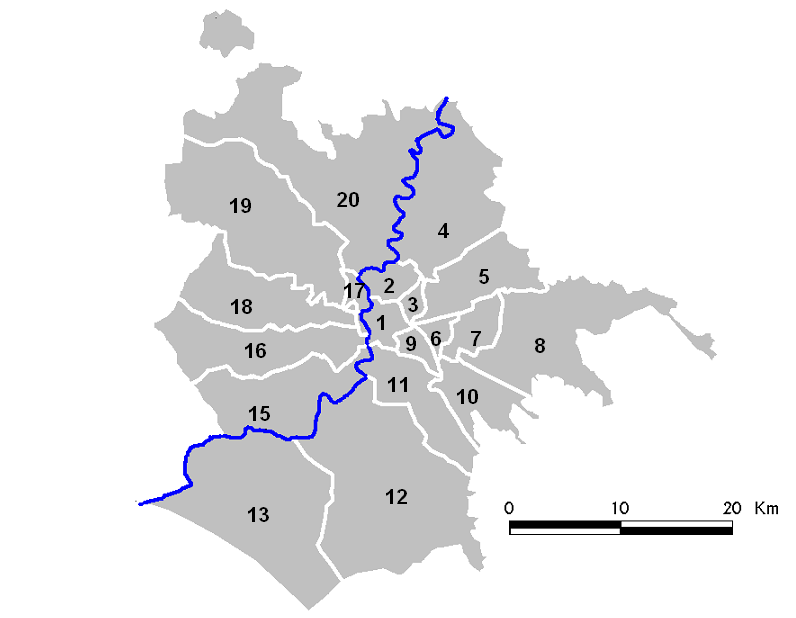
ローマのムニチーピオ

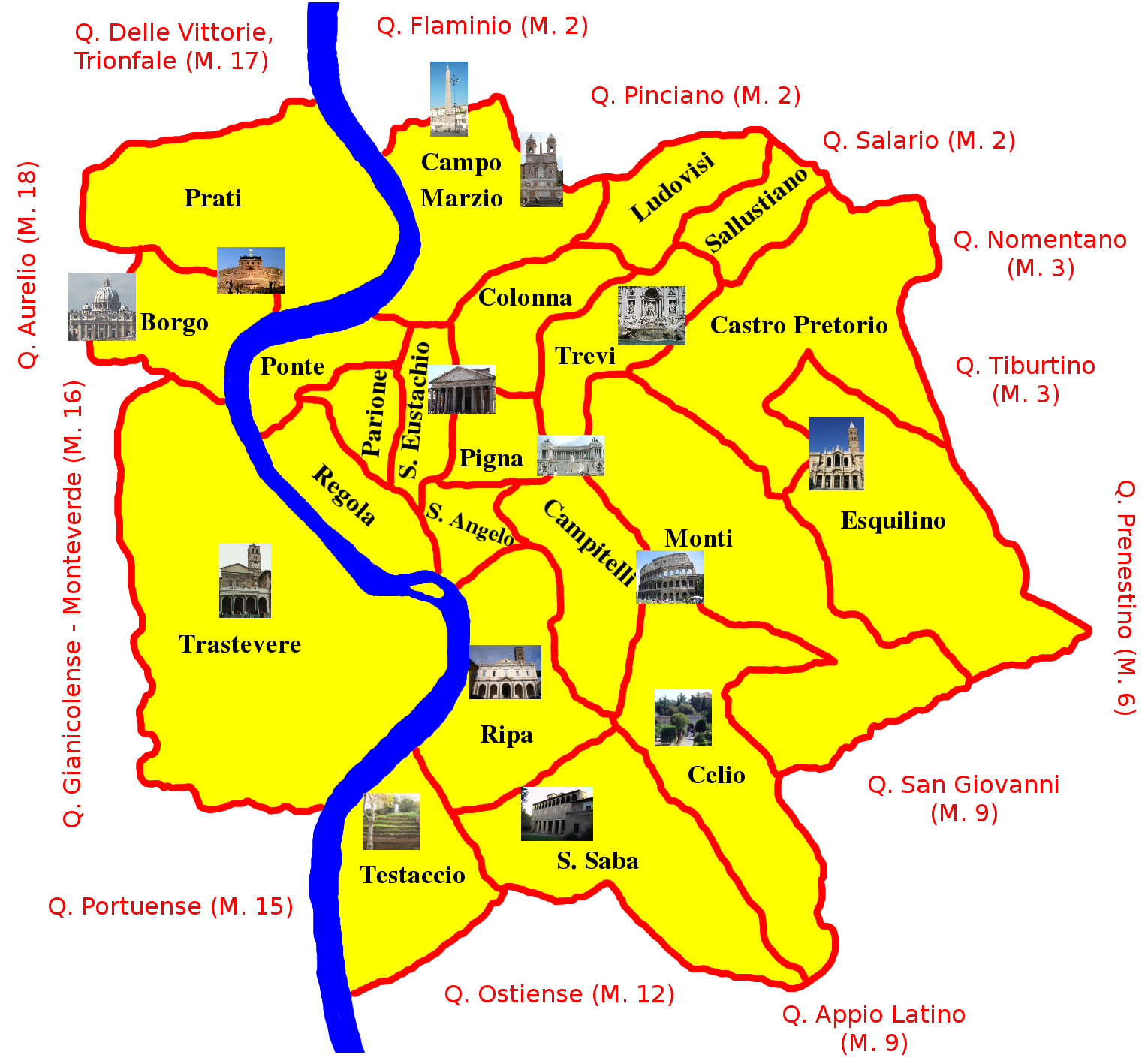
ローマのリオーネ（黄色）
ローマのクアルティエーレ（黄色の外側）

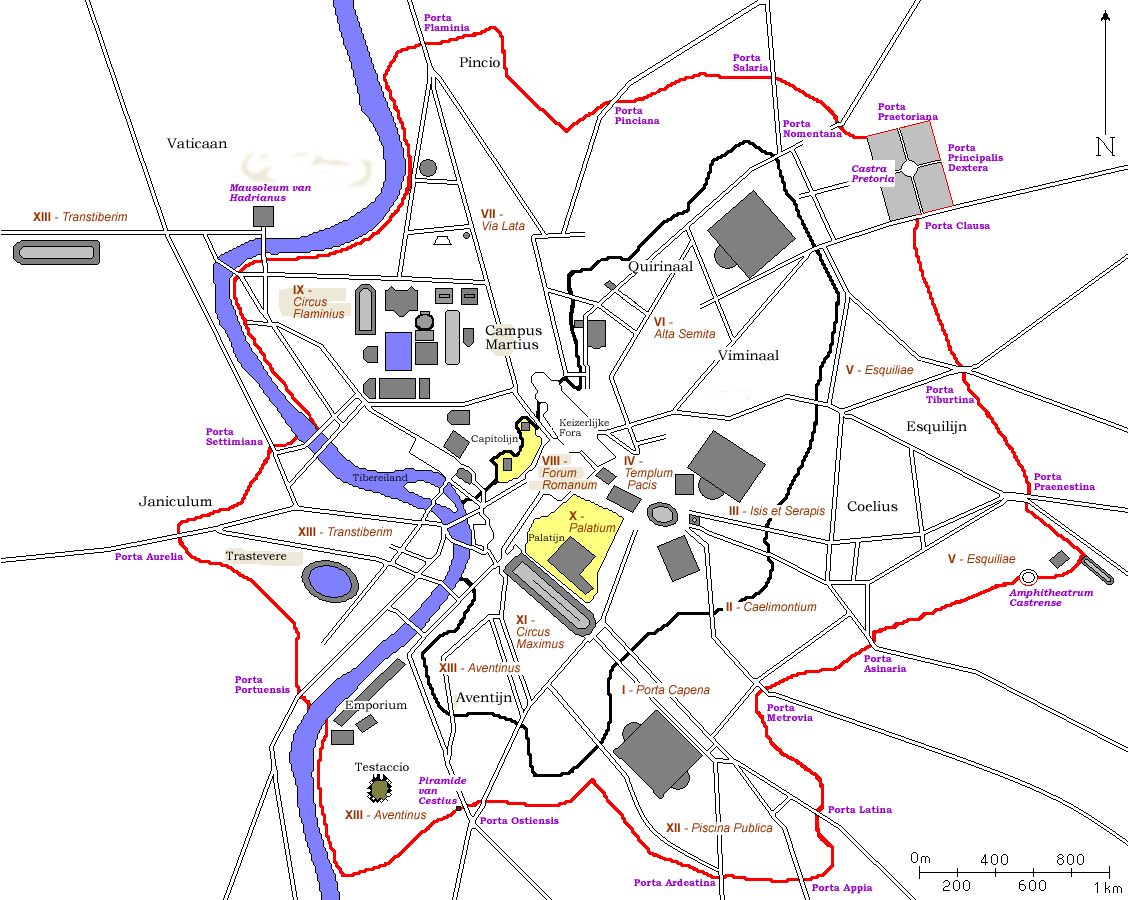
アウグストゥス帝によるローマの14行政区（赤文字）とアウレリアヌス城壁（赤色線）

ローマはイタリア全土にあるコムーネのうちの一つで、都市規模・人口ともに最大である。市長および市議会がコムーネを管理しており、ローマにおける歴史的な政庁所在地であるカンピドリオに市庁舎は設置されている。また市庁舎の置かれる地名から、通例ローマ市政は「カンピドリオ」と呼ばれる。

#### 行政区画
行政区分では19のムニチーピオという地域に区分される。この区分は中心部への集中を分散化することを目的として創設され、各ムニチーピオは区長、および5年おきに選挙で選出される4人の議員が運営する。この行政区分は、伝統的な非行政区域の境界線を越えることがある。この歴史的な区分、リオーネは22の区域に分割され、一部を除いてアウレリアヌス城壁内の地域をさす。またローマは郊外区域、および52の農業区域を公式に指定しているが、後者は開発の対象となりやすいのが実情である。
歴史
ローマに初めて行政区を創設したのはローマ帝国初代皇帝アウグストゥスで、紀元前7年のことである。それまで首都の境界線（ポメリウム）の内外程度しか区分けがなかったものを、14の行政区に分割し行政上の責任を明確にしようとした。それぞれの区には任期1年の政務官（護民官、法務官と造営官）が選出された。各区はウィクス（町）に分割され、それぞれのウィクスには解放奴隷階級の中より4名の町役人（ウィコマギステル）が選出され、主に治安と防火の責任を負った。記録によれば74年時点ではローマ全市で265ウィクスあり、帝政末期のディオクレティアヌス帝の時代には304ないし306ウィクスに増えていた。
ローマのムニチーピオ
ムニチーピオ(it)は、19の行政区に分けられる。
- Municipio Roma I(1) (Centro Storico)
- Municipio Roma II(2) (Parioli)
- Municipio Roma III(3) (Nomentano - San Lorenzo)
- Municipio Roma IV(4) (Monte Sacro)
- Municipio Roma V(5) (Tiburtina)
- Municipio Roma VI(6) (Prenestino)
- Municipio Roma VII(7) (Centocelle)
- Municipio Roma VIII(8) (delle Torri)
- Municipio Roma IX(9) (San Giovanni)
- Municipio Roma X(10) (Cinecittà)
- Municipio Roma XI(11) (Appia Antica)
- Municipio Roma XII(12) (EUR)
- Municipio Roma XIII(13) (Ostia)
- Municipio Roma XIV(14) (Arvalia Portuense)
- Municipio Roma XV(15) (Monte Verde)
- Municipio Roma XVI(16) (Prati)
- Municipio Roma XVII(17) (Aurelia)
- Municipio Roma XVIII(18) (Monte Mario)
- Municipio Roma XIX(19) (Cassia Flaminia)

ローマのリオーネ
リオーネ(it)は、以下の22の行政区に分けられる。
- R.I(1)モンティ(Monti)
- R.II(2)トレヴィ (Trevi)
- R.III(3)コロンナ (Colonna)
- R.IV(4)カンポ・マルツィオ (Campo Marzio)
- R.V(5)ポンテ (Ponte)
- R.VI(6)パリオネ (Parione)
- R.VII(7)レーゴラ (Regola)
- R.VIII(8)サンテウスタキオ (Sant'Eustachio)
- R.IX(9)ピニャ (Pigna)
- R.X(10)カンピテッリ (Campitelli)
- R.XI(11)サンタンジェロ (Sant'Angelo)
- R.XII(12)リパ (Ripa)
- R.XIII(13)トラステヴェレ (Trastevere)
- R.XIV(14)ボルゴ (Borgo)
- R.XV(15)エスクイリーノ (ローマ) (Esquilino)
- R.XVI(16)ルドヴィージ (Ludovisi)
- R.XVII(17)サッルスティアーノ (Sallustiano)
- R.XVIII(18)カストロ・プレトーリオ (Castro Pretorio)
- R.XIX(19)チェリオ (Celio)
- R.XX(20)テスタッチョ (Testaccio)
- R.XXI(21)サン・サバ (San Saba)
- R.XXII(22)プラティ (Prati)

ローマのクアルティエーレ(近隣住区)
クアルティエーレ(it)は、以下の35に分けられる。
- Q.I(1)フラミーニオ (Flaminio)
- Q.II(2)パリオーリ (Parioli)
- Q.III(3)ピンチャーノ (Pinciano)
- Q.IV(4)サラーリオ (Salario)
- Q.V(5)ノメンターノ (Nomentano)
- Q.VI(6)ティブルティーノ (Tiburtino)
- Q.VII(7)プレネスティーノ＝ラビカーノ (Prenestino-Labicano)
- Q.VIII(8)トゥスコラーノ (Tuscolano)
- Q.IX(9)アッピオ・ラティーノ (Appio Latino)
- Q.X(10)オスティエンセ (Ostiense)
- Q.XI(11)ポルトゥエンセ (Portuense)
- Q.XII(12)ジャニコレンセ (Gianicolense)
- Q.XIII(13)アウレーリオ (Aurelio)
- Q.XIV(14)トリオンファーレ (TrionfaleTrionfale)
- Q.XV(15)デッラ・ヴィットーリア (Della Vittoria)
- Q.XVI(16)モンテ・サクロ (Monte Sacro)
- Q.XVII(17)トリエステ (Trieste)
- Q.XVIII(18)トール・ディ・クイント (Tor di Quinto)
- Q.XIX(19)プレネスティーノ＝チェントチェッレ (Prenestino-Centocelle)
- Q.XX(20)アルデアティーノ (Ardeatino)
- Q.XXI(21)ピエトララータ(Pietralata)
- Q.XXII(22)コッラティーノ (Collatino)
- Q.XIII(23)アレッサンドリーノ (Alessandrino)
- Q.XXIV(24)ドン・ボスコ (Don Bosco)
- Q.XXV(25)アッピオ・クラウディオ (Appio Claudio)
- Q.XXVI(26)アッピオ・ピニャテッリ (Appio Pignatelli)
- Q.XXVII(27)プリマヴァッレ (Primavalle)
- Q.XXVIII(28)モンテ・サクロ・アルト (Monte Sacro Alto)
- Q.XXIX(29)ポンテ・マンモロ (Ponte Mammolo)
- Q.XXX(30)サン・バジーリオ (San Basilio)
- Q.XXXI(31)ジュリアーノ・ダルマータ (Giuliano Dalmata)
- Q.XXXII(32)エウローパ (Europa)
- Q.XXXIII(33)リード・ディ・オスティア・ポネンテ (Lido di Ostia Ponente)
- Q.XXXIV(34)リード・ディ・オスティア・レヴァンテ(Lido di Ostia Levante)
- Q.XXXV(35)リード・ディ・カステル・フザーノ (Lido di Ostia Levante)

#### 公園・庭園

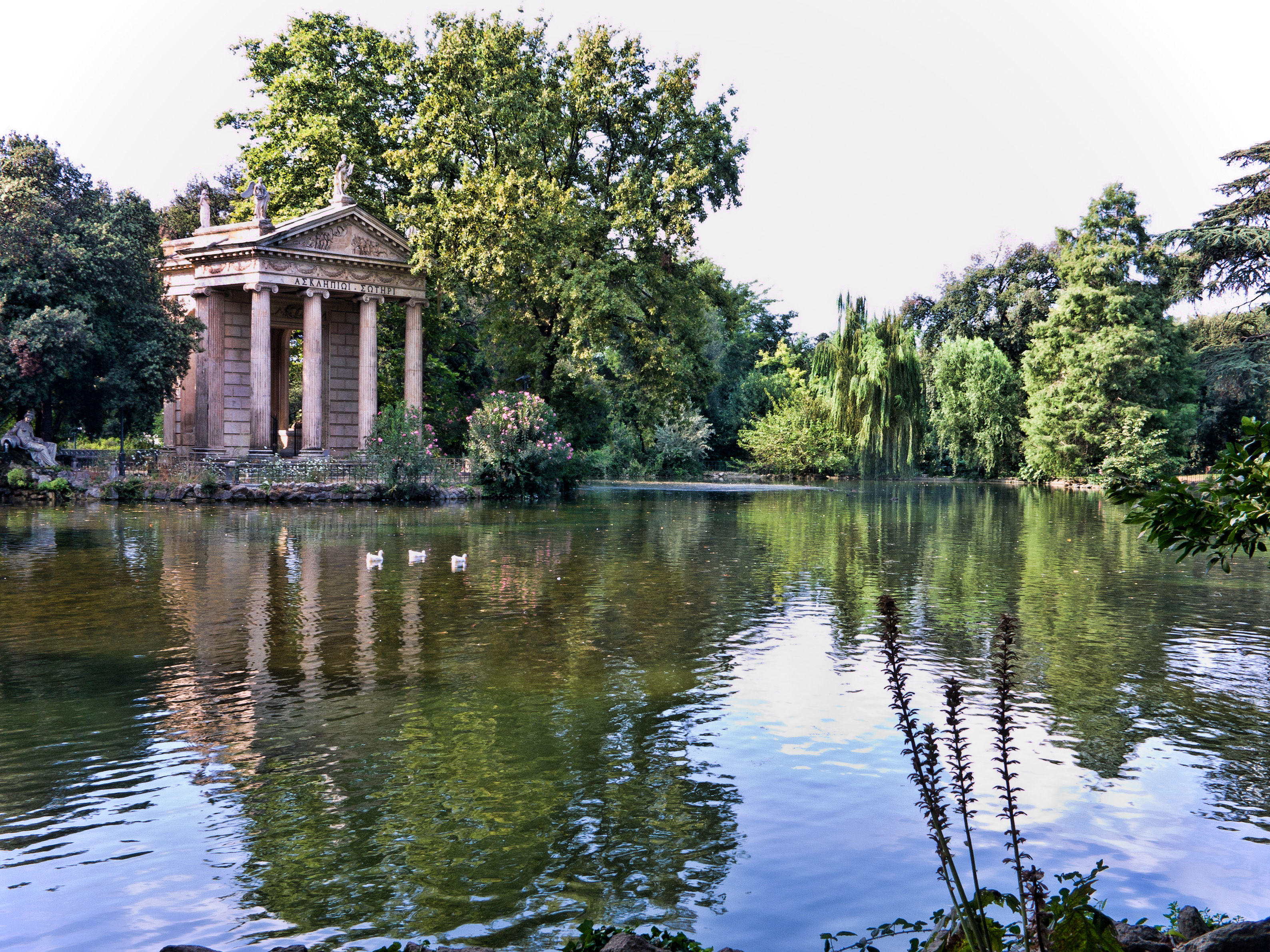
ボルゲーゼ公園: 19 世紀の「アスクレピオス神殿」。

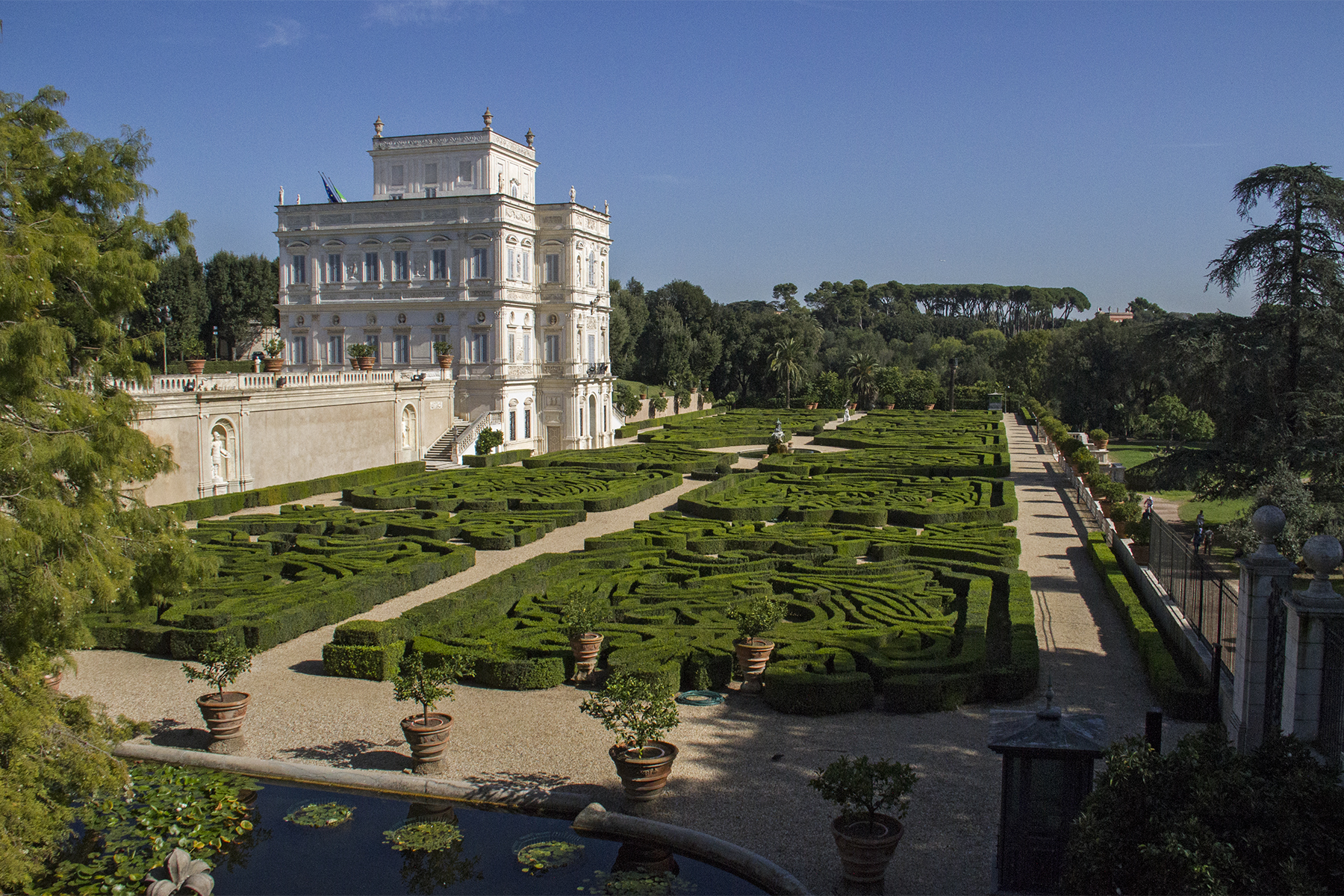
シークレット ガーデン、ヴィラ ドリア パンフィーリ

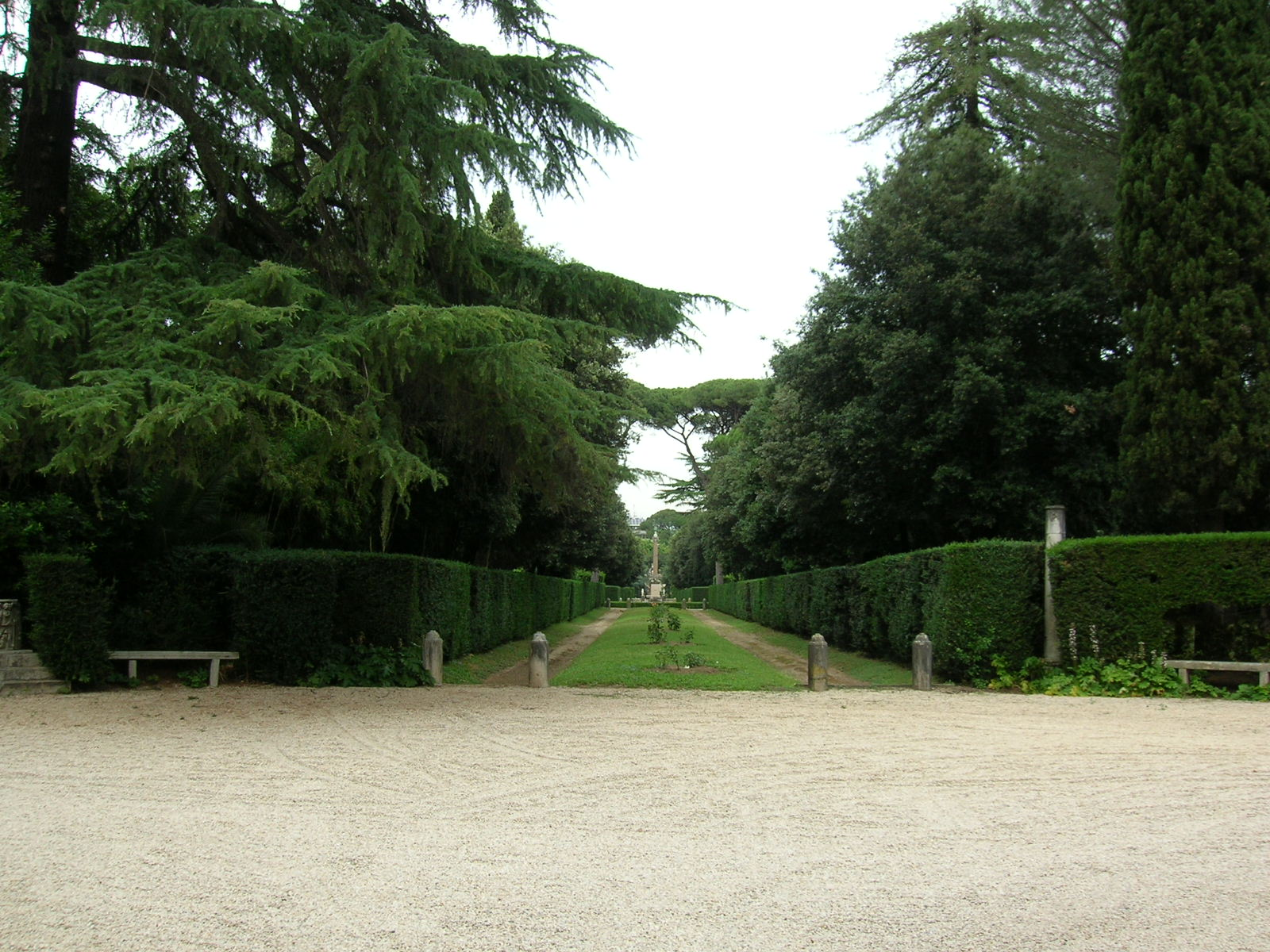
サラリア街道からヴィラ アルバーニへの入り口

ローマの中心部は、教皇の街を囲んでいたヴィラの頂上部分の遺跡である、いくつかの大きな緑地と豪華な 古代のヴィラ に囲まれており、そのほとんどは19世紀末の不動産投機によって破壊された。残っているものの中で最も重要なものは次のとおりである。
- «ボルゲーゼ公園»。19 世紀イギリス風の自然主義的な大規模な景観庭園があり、多数の建物、博物館 (ボルゲーゼ美術館 を参照)、アトラクションがある。
- «ジャニコロ»ジャニコロの丘はローマの西部にある丘で、ここは記念碑的な公園でもある。市内で最も高い丘の1つであり、ローマでも指折りの絶景を楽しめる。
- «アダ公園»。ローマ最大の公共の景観公園。
- «ドーリア パンフィーリ公園»。ローマで2番目に大きな公園で、その面積は1.8km2に及ぶ。
- «ヴィラ トルロニア» は、ベニート・ムッソリーニ のローマ時代の邸宅であったアール・ヌーヴォーの素晴らしい別荘。
- «ヴィラ アルバーニ» は、アレッサンドロ・アルバーニ枢機卿が蒐集した古美術やローマ彫刻が収蔵されている。
- «ヴィラ セリモンタナ»はローマのカエリウスの丘にある別荘で、庭園で有名。敷地はアヴェンティーノの丘とカエリウスの丘の間の谷のほとんどを占める。

### 隣接コムーネ
隣接するコムーネおよびそれに相当する区域は以下の通り。
- アルバーノ・ラツィアーレ
- アングイッラーラ・サバーツィア
- アルデーア
- カンパニャーノ・ディ・ローマ
- カステル・ガンドルフォ
- カステル・サン・ピエトロ・ロマーノ
- チャンピーノ
- チッタ・デル・ヴァティカーノ (SCV)
- コロンナ
- フィウミチーノ
- フォンテ・ヌオーヴァ
- フォルメッロ
- フラスカーティ
- ガッリカーノ・ネル・ラーツィオ
- グロッタフェッラータ
- グイドーニア・モンテチェーリオ
- マリーノ
- メンターナ
- モンテ・ポルツィオ・カトーネ
- モンテ・コンパトリ
- モンテロトンド
- パレストリーナ
- ポーリ
- ポメーツィア
- リアーノ
- サクロファーノ
- サン・グレゴーリオ・ダ・サッソラ
- ティーヴォリ
- トレヴィニャーノ・ロマーノ
- ザガローロ

## 気候
ケッペンの気候区分によると、ローマの気候は地中海性気候（Csa）に属する。
北緯41度に位置するにもかかわらず、冬季の気温が高く、低緯度である北緯32度に位置する熊本市よりも、冬季の日平均気温と平均最低気温が高い。
| ローマ（1991～2020）の気候 | ローマ（1991～2020）の気候 | ローマ（1991～2020）の気候 | ローマ（1991～2020）の気候 | ローマ（1991～2020）の気候 | ローマ（1991～2020）の気候 | ローマ（1991～2020）の気候 | ローマ（1991～2020）の気候 | ローマ（1991～2020）の気候 | ローマ（1991～2020）の気候 | ローマ（1991～2020）の気候 | ローマ（1991～2020）の気候 | ローマ（1991～2020）の気候 | ローマ（1991～2020）の気候 |
| 月                         | 1月                        | 2月                        | 3月                        | 4月                        | 5月                        | 6月                        | 7月                        | 8月                        | 9月                        | 10月                       | 11月                       | 12月                       | 年                         |
| -------------------------- | -------------------------- | -------------------------- | -------------------------- | -------------------------- | -------------------------- | -------------------------- | -------------------------- | -------------------------- | -------------------------- | -------------------------- | -------------------------- | -------------------------- | -------------------------- |
| 最高気温記録 °C （°F）     | 22.1 (71.8)                | 22.1 (71.8)                | 25.0 (77)                  | 29.8 (85.6)                | 33.1 (91.6)                | 36.6 (97.9)                | 38.1 (100.6)               | 39.0 (102.2)               | 37.0 (98.6)                | 31.0 (87.8)                | 26.5 (79.7)                | 22.3 (72.1)                | 39 (102.2)                 |
| 平均最高気温 °C （°F）     | 13.1 (55.6)                | 13.6 (56.5)                | 16.0 (60.8)                | 18.7 (65.7)                | 22.9 (73.2)                | 26.8 (80.2)                | 29.4 (84.9)                | 30.0 (86)                  | 26.2 (79.2)                | 22.4 (72.3)                | 17.8 (64)                  | 14.0 (57.2)                | 20.91 (69.63)              |
| 日平均気温 °C （°F）       | 8.4 (47.1)                 | 8.8 (47.8)                 | 11.1 (52)                  | 13.8 (56.8)                | 17.8 (64)                  | 21.9 (71.4)                | 24.5 (76.1)                | 24.9 (76.8)                | 21.2 (70.2)                | 17.4 (63.3)                | 13.2 (55.8)                | 9.4 (48.9)                 | 16.03 (60.85)              |
| 平均最低気温 °C （°F）     | 4.4 (39.9)                 | 4.4 (39.9)                 | 6.3 (43.3)                 | 8.7 (47.7)                 | 12.5 (54.5)                | 16.3 (61.3)                | 18.7 (65.7)                | 19.4 (66.9)                | 16.4 (61.5)                | 13.0 (55.4)                | 9.3 (48.7)                 | 5.7 (42.3)                 | 11.26 (52.26)              |
| 最低気温記録 °C （°F）     | −7.4 (18.7)                | −6.9 (19.6)                | −6.5 (20.3)                | −2.4 (27.7)                | 1.8 (35.2)                 | 5.6 (42.1)                 | 9.9 (49.8)                 | 9.3 (48.7)                 | 4.0 (39.2)                 | 0.0 (32)                   | −4.8 (23.4)                | −5.6 (21.9)                | −7.4 (18.7)                |
| 降水量 mm （inch）         | 64.3 (2.531)               | 65.6 (2.583)               | 56.5 (2.224)               | 59.6 (2.346)               | 47.3 (1.862)               | 23.5 (0.925)               | 14.1 (0.555)               | 25.9 (1.02)                | 69.3 (2.728)               | 90.2 (3.551)               | 120.9 (4.76)               | 84.1 (3.311)               | 721.3 (28.396)             |
| [ 要出典 ]                 |                            |                            |                            |                            |                            |                            |                            |                            |                            |                            |                            |                            |                            |

ローマにおけるイタリアの気候分類 (it) および度日は、zona D, 1415 GGである。
また、イタリアの地震リスク階級 (it) では、zona 2A, 3A, 3B (sismicità bassa) に分類される。

## 人口統計
現在ローマの人口はおよそ280万人で、イタリア最大の都市であり、ベルリンとマドリードに続く欧州連合で第3の都市。ローマには7万を超える大きななルーマニア人コミュニティがあり、ルーマニア外で一番最大のルーマニア人になる。その他にもアジア系（おもにフィリピン人、バングラデシュ人、中国人）が多い。ローマの人口は1907年に50万を超え、1934年に100万、1957年に200万を超えた。

## 歴史
主要記事：Storia di Roma（伊語） History of Rome （英語）

### 起源

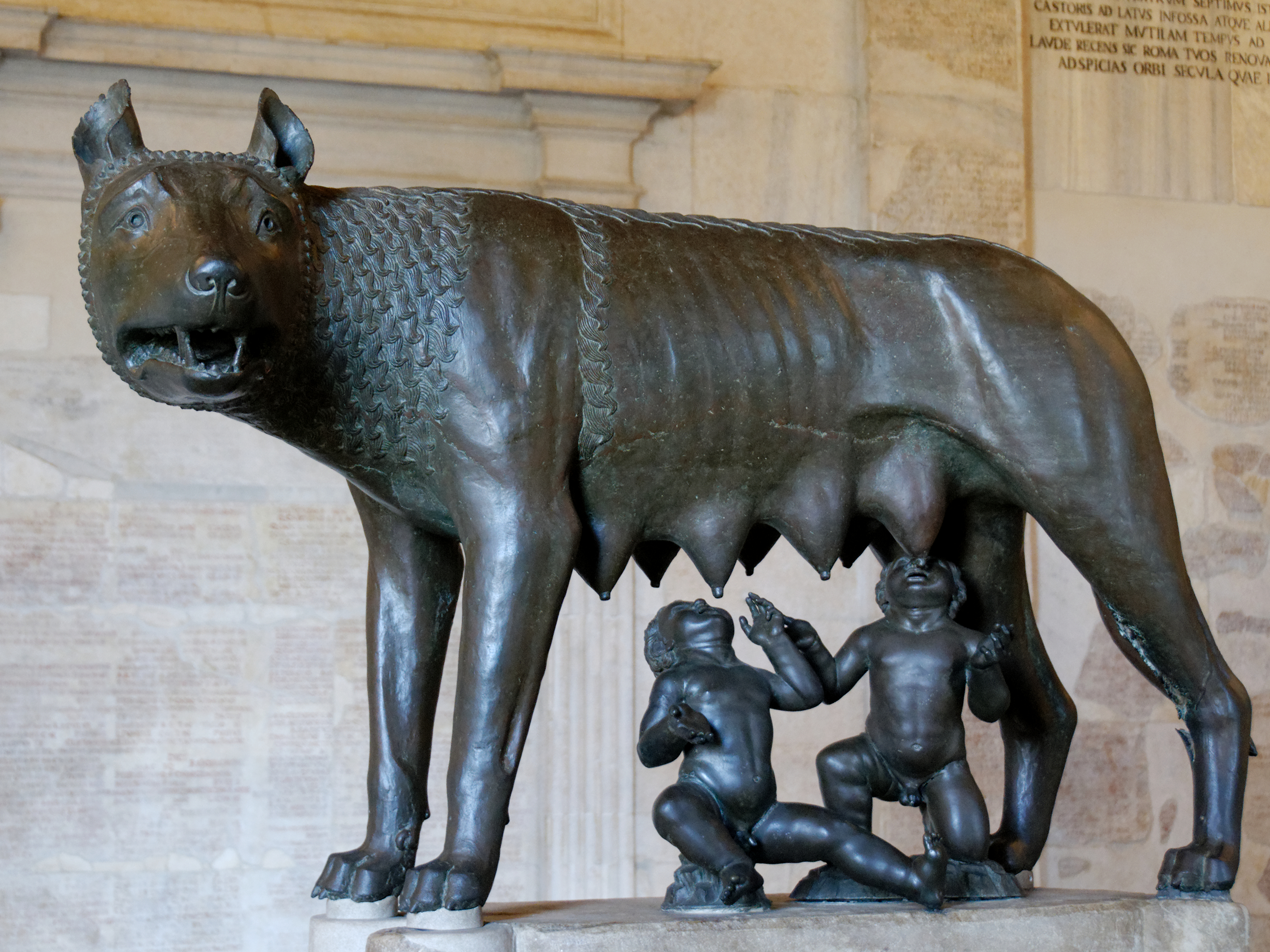
狼の乳を吸うロームルスとレムスの像

伝説によれば、ローマは紀元前753年4月21日にギリシャ神話の英雄アイネイアスの子孫である、双子のロームルスとレムスにより建てられた。ロームルスはレムスとローマを築く場所について争い、レムスを殺した。その後、ロームルスは7代続く王政ローマの初代の王となり、またローマの市名の元となったとされる。
考古学的には、この地に人々が居住したのはもっと早く、ローマの起源は紀元前8世紀もしくは9世紀ごろ、北方からイタリア半島に移動してきた民族がテヴェレ川河畔に定住したことにさかのぼると考えられている。恒常的に人が住むようになったのはこの頃らしく、紀元前8世紀にはじまる鉄器時代の遺跡はパラティーノの丘で発見された。
他にもエスクイリーノの丘やクイリナーレの丘にも集落があったものと思われる。当時のローマは低地は湿地帯で居住に向かず、丘の上に竪穴式木造家屋を建てて住む数千人の人々が小麦を栽培して生活していた。

### 発展
紀元前7世紀頃には都市国家としての整備が進んだ。パラティーノの丘とカンピドリオの丘の間に排水路が設けられ、湿地を乾燥させた場所には公共の施設フォロ・ロマーノが作られた。ここはローマの政治・経済の中心へと発展した。またカンピドリオの丘にはユピテル神殿が建設された。これら土木・建築様式はエトルリアやギリシアの影響が見られ、それらの地から技術が導入されたと考えられる。
王政ローマ期に当たる紀元前6世紀の王セルウィウス・トゥッリウスの頃には、防衛の石垣セルウィウス城壁がローマを覆うように建設されたと伝わる。ただし考古学的調査ではこの城壁は紀元前4世紀前半頃であり、史実的にガリア人がイタリア半島に進出した時期と重なるため、これらへの備えで作られたという説が有力である。
共和政ローマ期にはイタリア南部をほぼ領土とし、その首都としてますますローマは発展した。人口増加に対応して丘の下にまで広がった家屋はレンガ製の壁を持つものとなり、道路の整備も進んだ。現代も残る大戦車競技場（チルコ・マッシモ）が建設されたのもこの頃と言われる。紀元前312年からはローマ街道の敷設が、また同じ頃から水需要の増加に対応するローマ水道の建設が始まった。

### ローマ帝国

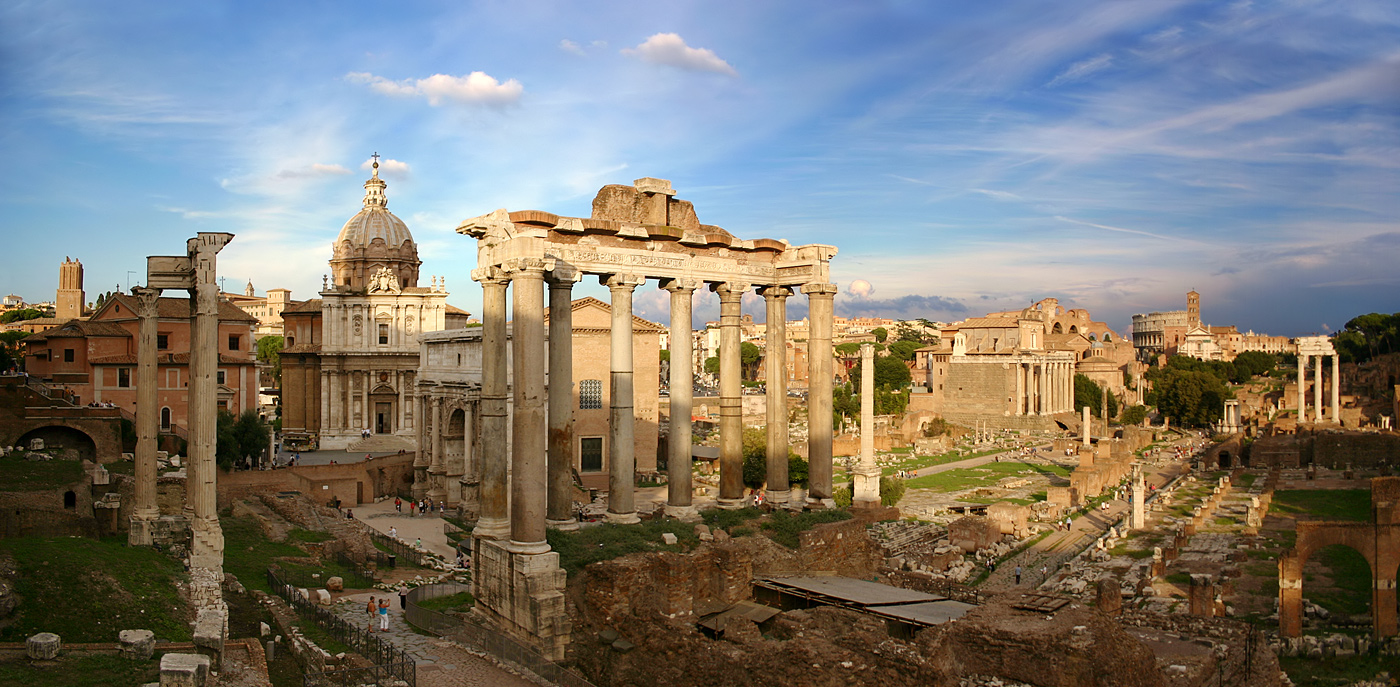
フォロ・ロマーノは、古代ローマの中心部「フォルム・ロマヌム」の遺跡である。

ローマ帝国の首都となり、皇帝アウグストゥスの時代には100万人が居住する世界最大の都市となった。それに伴いフォロ・ロマーノが整備され、ローマは権力の中心としての都市開発が進展した。しかし皇帝ネロ統治時の64年に市域の1/3を焼失するローマ大火が発生した。これを機にネロは乱雑な建物に規制を施し、区画整備を推進した。こうしてローマは整然とした町並みを手に入れた。
そしてこの頃、ローマ帝国は隆盛を極めた。皇帝ウェスパシアヌス在位期の69-79年には火災復興事業が盛んに行われ、5万人を収容可能なコロッセオは石灰石を用いた化粧が施され、剣闘士の戦いなどの催しが行われた。さらに石灰岩と火山灰を混ぜたローマン・コンクリートが発明され、パンテオンなど様々な建物が次々と建設され、ローマは大帝国の首府にふさわしい都市となった。ここには、皇帝が権威を示し民衆の支持を得るために、都市建築を用いたことも影響している。この栄華は皇帝ディオクレティアヌスが拠点をニコメディアに移すまで続いた。
286年にディオクレティアヌスによってローマ帝国の行政区画が東西に分けられた後は西ローマ帝国に属したが、西ローマ皇帝は拠点をミラノやラヴェンナに置いたため、ローマの政治的重要性は大きく低下した。5世紀には西ゴート人やヴァンダル人の掠奪を受けて衰微し、476年に西ローマ皇帝の地位が消滅した後は東ローマ皇帝によってイタリア領主に任命されたオドアケルや東ゴート王の支配下に入った。
6世紀中頃、イタリアを統治していた東ゴート王が東ローマ帝国に滅ぼされ、ローマは再びローマ皇帝の支配下となった。だが、度重なる戦争で荒廃し、歴代の東ローマ皇帝はローマ維持には努めたものの、重要視はしなかった。ローマを訪れた最後の東ローマ皇帝は663年のコンスタンス2世であるが、この人物以外にローマを訪れた東ローマ皇帝はいない。この時期のローマは、宗教的にはともかく、政治的、軍事的にはラヴェンナ総督府の影響下にあった。
しかし、751年にランゴバルド族の攻撃によりラヴェンナが陥落。ローマも脅かされることになる。ローマ教皇ステファヌス2世は、教義問題で対立する東ローマ皇帝コンスタンティノス5世ではなく、フランク族のピピン3世に救援を求め、結果、東ローマ帝国から独立を果たす。

### 文化の中心地

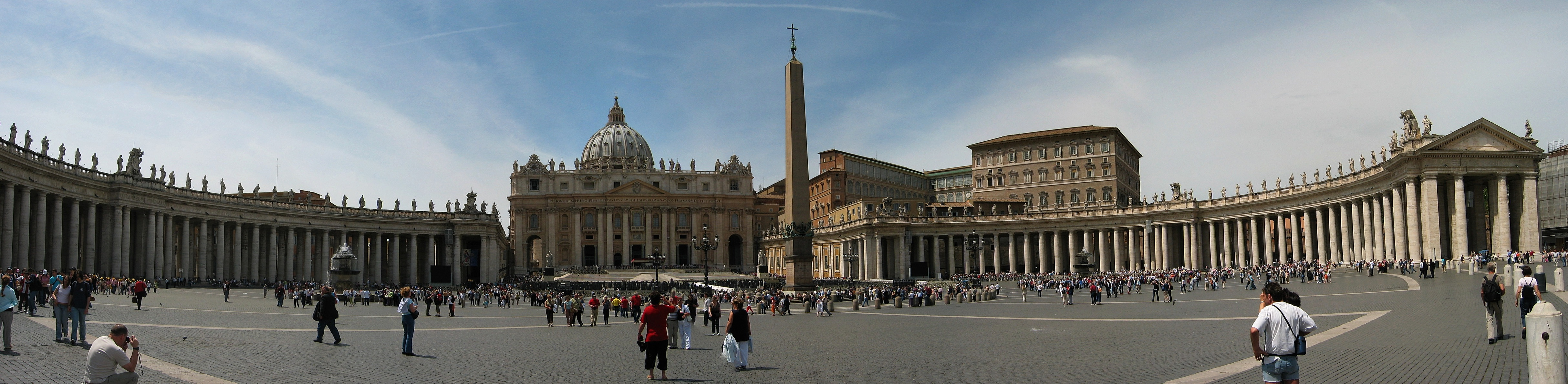
バチカンサン・ピエトロ広場とサンピエトロ大聖堂。この巨大な複合施設は、数人のルネサンス芸術家の貢献によって建設された。元のプロジェクトはドナト・ブラマンテによるものであった。

この後は『シャルルマーニュの寄進状』によれば800年にカールによりローマ教皇に寄進されたとされるが、この文書は今日では偽書とする見解が優勢である。15世紀半ば以降、ローマ教皇領の首都として栄え、ローマはルネサンス文化の中心地となった。教皇ニコラウス5世の時代には、城壁の改修、宮殿の建設、教会の修復工事がおこなわれた。おもな芸術家や建築家はローマで活動するようになり、15世紀末にはローマはフィレンツェにかわってルネサンスの一大中心地となり、ミケランジェロ、ブラマンテ、ラファエロなどの芸術家が教皇のために仕事をした。しかし1527年、ハプスブルク家の傭兵軍による、いわゆる「ローマ劫掠」によって、この都の盛期ルネサンスは終わりをつげた。なお、家屋が雑然と密集した中世の都市形態が近代化されはじめたのは、16世紀末の教皇シクストゥス5世の時代で、ポポロ広場から市の中心部にむかって3本の道路を開き、広場や泉をつくり、フェリクス水道を修復した。サン・ピエトロ大聖堂の丸屋根が完成したのもこの時代である。
対抗改革期のローマを特徴づけるバロック様式は、17世紀の建築物に多くみられる。ベルニーニやボロミーニのような彫刻家と建築家が、この時代にローマの外観をかえていった。18世紀のローマは、教皇の支配のもとで比較的穏やかな時代をむかえていた。スペイン階段などにみられる18世紀前半のロココ様式の建物は、やがて新古典主義の建物にかわった。1797年ナポレオン1世はローマを占領し、多数の貴重な美術品を持ち去ったが、ウィーン会議の後、ローマはふたたび教皇領となった。

### 統一イタリアの首都
ウィーン会議後のオーストリア帝国によるイタリア支配は独立達成にむけてイタリア人を奮起させたが、援軍とあおいだナポレオン3世によるイタリア占領はイタリア人の反発をまねき、1861年、イタリアの大部分はサヴォイア家のもとで統一をはたした（リソルジメント）。教皇の本拠地だったローマは1870年、フランス軍の撤退後、1871年にイタリア王国にローマ教皇領が併合されイタリアが統一され、ローマはフィレンツェに代わって統一イタリアの首都となった。
その後1930年代にはファシスト党の独裁者、ベニート・ムッソリーニがローマ郊外にローマ万国博覧会のための新都市、EUR（エウル）を建設したが、ムッソリーニ主導による第二次世界大戦へのイタリアの枢軸国としての参戦によりEURの拡大は一時的に中止となった。
1943年6月5日、ローマに戦火が及ぶことを避けるため首都防衛を担ってきたドイツ軍がローマ郊外へ撤収。同年7月、ムッソリーニ政権が倒れてバドリオ政権が誕生すると、秘密裏に連合国軍との間で停戦協定の交渉が始まった。その中でローマは無防備地域を宣言するものの連合国側には無視され、ローマは空爆された（ローマ爆撃）。同年9月8日、連合国軍側がイタリアとの休戦を発表。ローマはファシストが徹底抗戦を図るために建国したイタリア社会共和国の首都となった。

### 現在

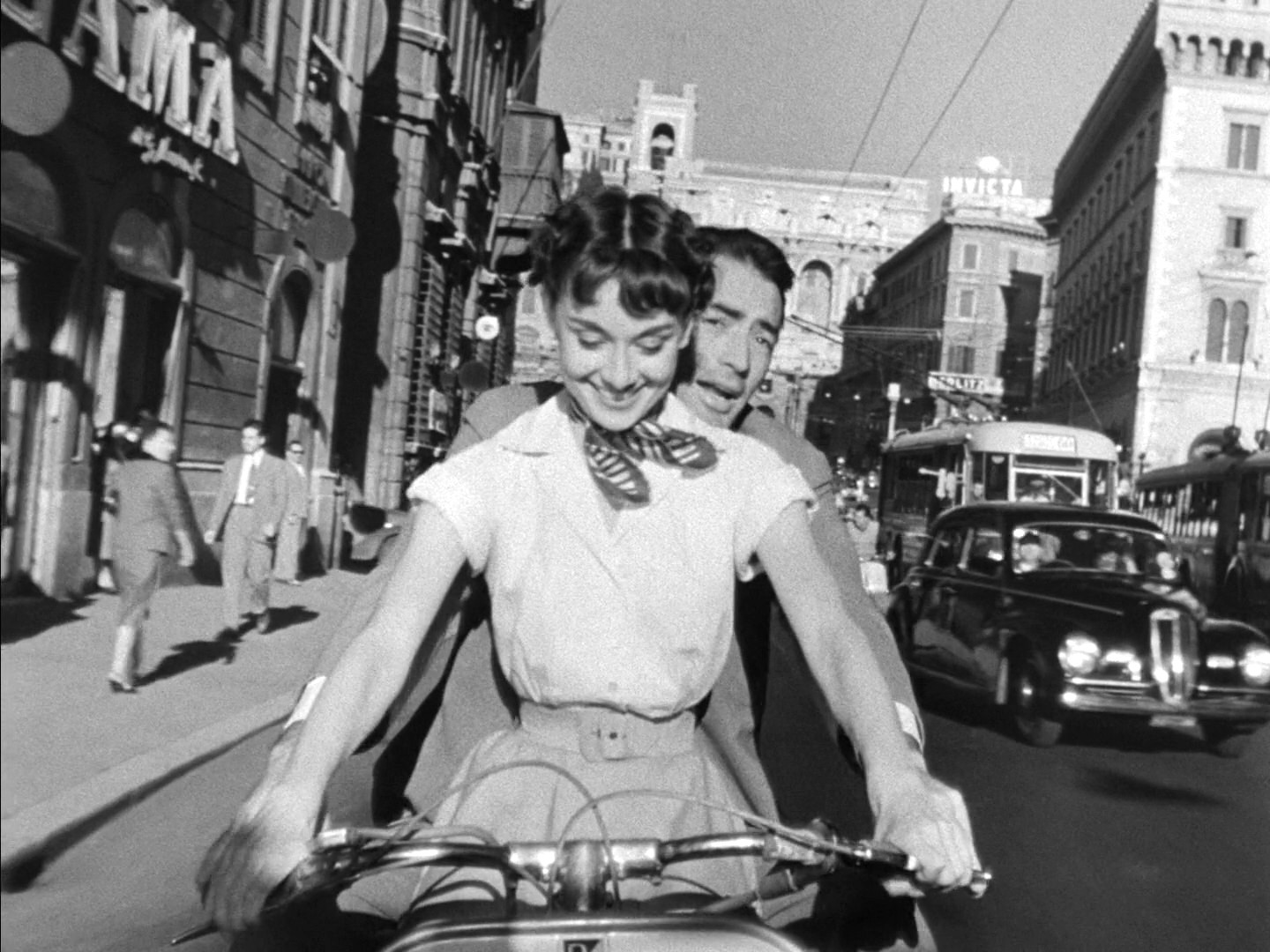
ローマの休日にてローマ市内をベスパで走るシーン（ヴェネツィア広場前のvia del plebiscitoを走行中）。

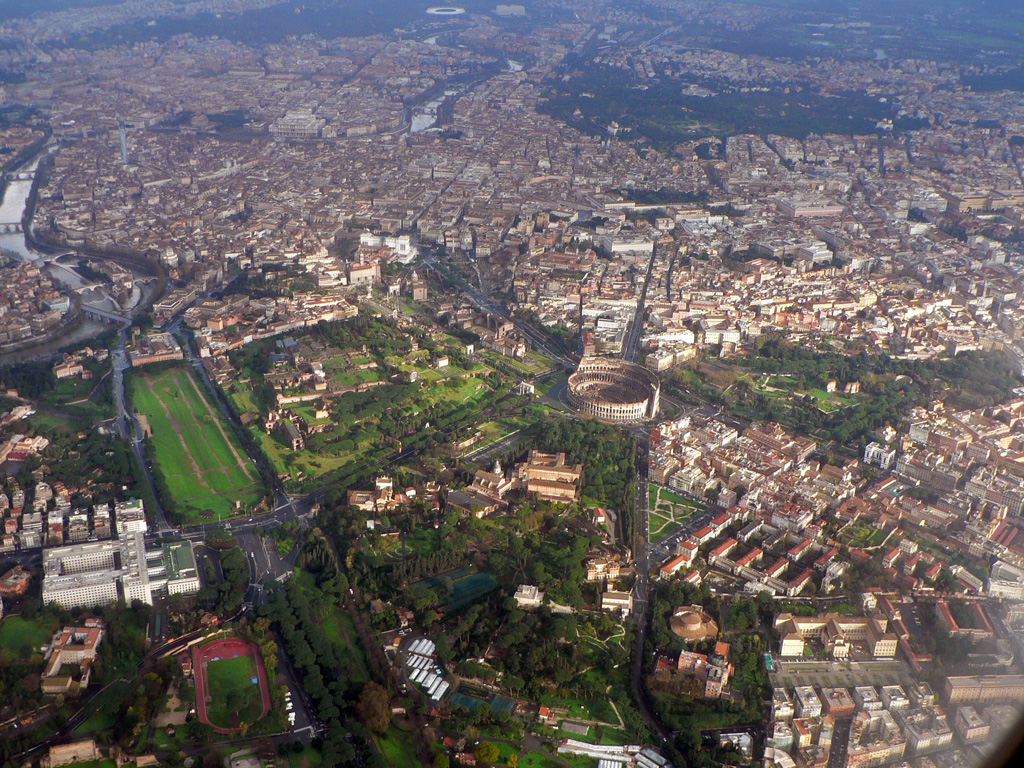
現在のローマ

第二次世界大戦後には、航空機の発達により、日本をはじめとするアジアやアメリカなどのヨーロッパ圏外からも多数の観光客が訪れるようになった。1970年代初期に文化の中心都市がミラノへ移るまではイタリアにおいてファッションの中心地であった。
現在はパリやアテネなどと並び、ヨーロッパを代表する観光都市として親しまれている。また、イタリアの首都で政治や経済、文化の中心地的存在であるとともにカトリック教会の中枢でもあるほか、市内には国際機関や多国籍企業の本拠があり、イタリアを代表する大企業の本社や官公庁が立ち並ぶ世界的に重要な都市となっている。一方で公共サービスの停滞やインフラの老朽化が深刻になっている。

## 対外関係

### 姉妹都市･提携都市

#### 姉妹都市
「ローマのみがパリにふさわしく、パリのみがローマにふさわしい」
- パリ（フランス イル＝ド＝フランス地域圏 パリ県）

#### 提携都市
- ベオグラード（セルビア 特別市）
- ブエノスアイレス（アルゼンチン 自治市）
- チュニス（チュニジア チュニス県）
- 東京（日本 関東地方）
- ソウル（韓国 特別市）
- 北京（中国 直轄市）
- ニューヨーク（アメリカ合衆国 ニューヨーク州）
- ブラジリア（ブラジル 連邦直轄区）
- アチャカチ（ボリビア ラパス県）
- アルジェ（アルジェリア アルジェ県）
- カイロ（エジプト カイロ県）
- キーウ（ウクライナ 特別市）
- ロンドン（イギリス イングランド 大ロンドン地方 グレーター・ロンドン）
- ムルターン（パキスタン パンジャーブ州）
- マドリード（スペイン マドリード州）
- モントリオール（カナダ ケベック州）
- プロヴディフ（ブルガリア プロヴディフ州）
- ニューデリー（インド デリー連邦直轄地）
- シドニー（オーストラリア ニューサウスウェールズ州）
- ティラナ（アルバニア ティラナ州 ティラナ県）
- トンゲレン（ベルギー フランデレン地域 リンブルフ州）
- ワシントンD.C.（アメリカ合衆国 特別区）

## 経済

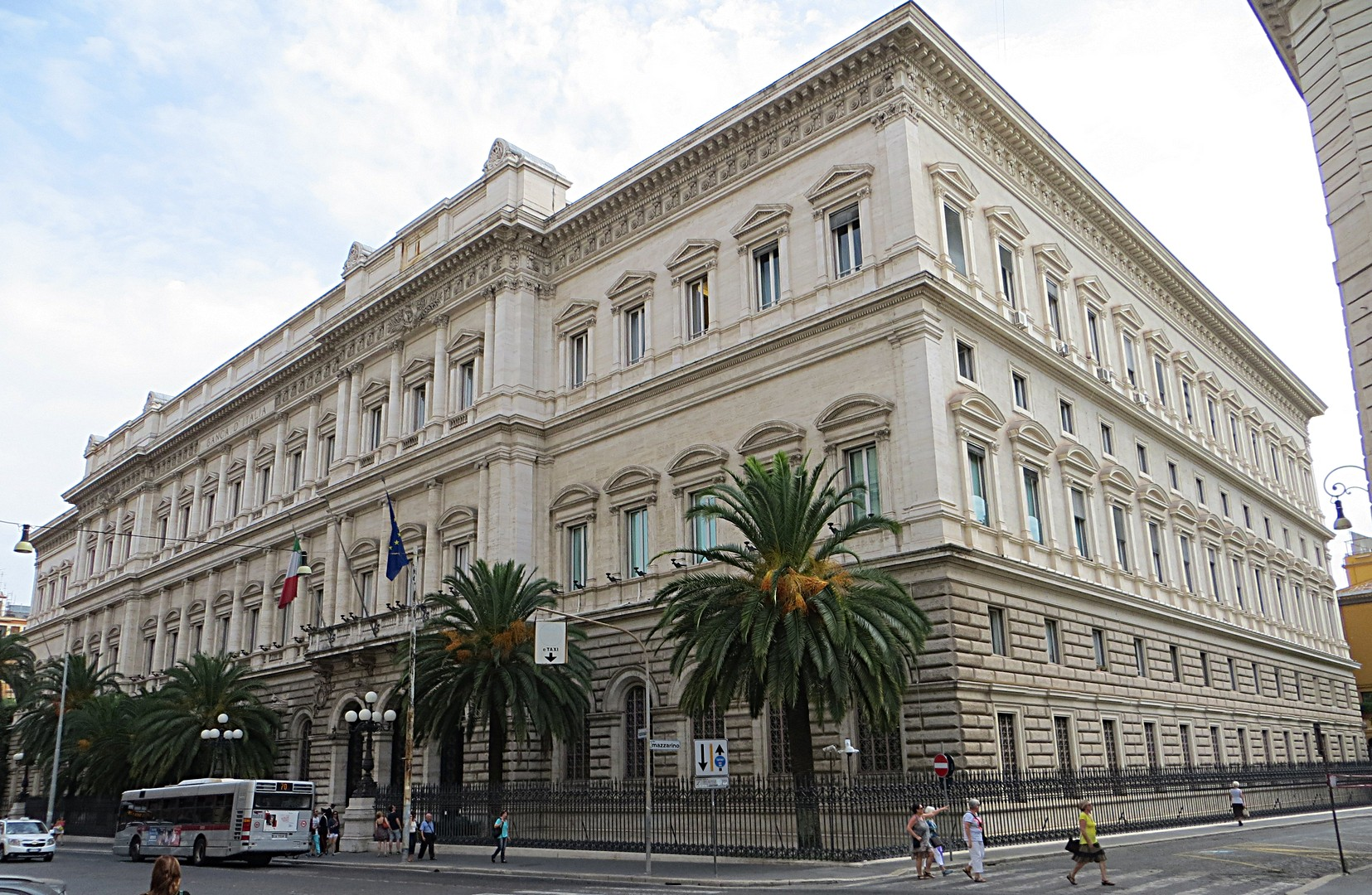
イタリア銀行本店

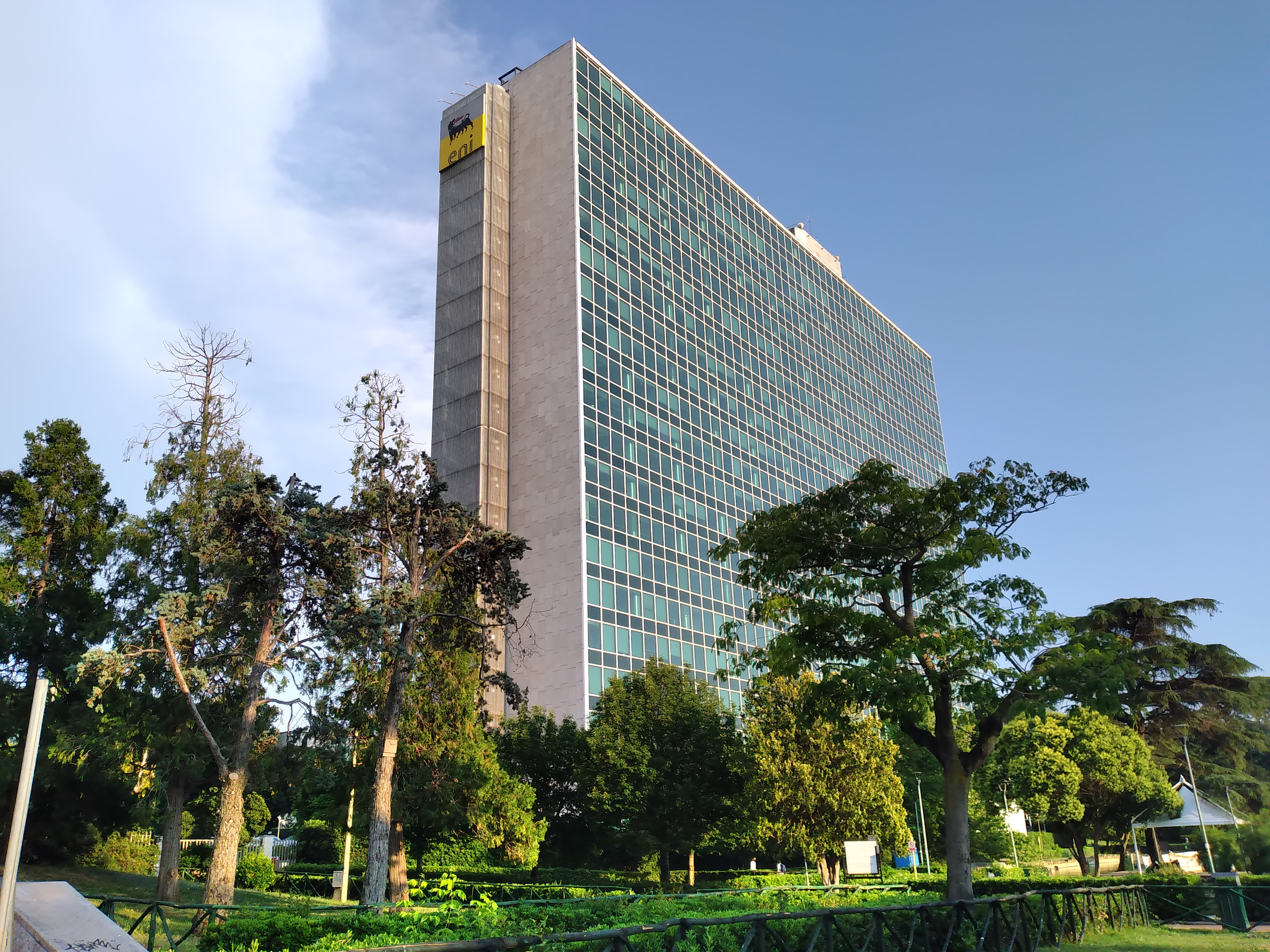
エウローパビジネス地区にあるPalazzo Eniは、世界の石油とガスの「スーパーメジャー」の1つと考えられているEniの本社である。

2008年におけるローマの都市GDPは1440億ドルであり、世界第43位である。
アメリカのダウ・ジョーンズらの2017年の調査によると、世界74位の金融センターと評価されており、イタリアではミラノに次ぐ2位である。

### 第三次産業
イタリアの首都であることから政治の中心地で、ローマの経済は基本的に行政と観光で成り立っている。労働者の大半はこの分野と卸売、小売業などのサービス業（第三次産業）に従事している。ローマには、イタリアの大企業本社や多国籍企業の本拠地、国営放送局 (RAI)、Eni (エニ)、エネル、ポステ・イタリアーネ、テレコム・イタリア、レオナルド S.p.A、 アトランティア、フェッロヴィーエ・デッロ・スタート、大手新聞社などのマスコミの本社、在外公館が集中し、また国際連合食糧農業機関 (FAO)、国際農業開発基金 (IFAD)、国際連合世界食糧計画 (WFP) の本部が置かれている。またアパレル産業では、ブルガリ、フェンディ、ブリオーニ、ヴァレンティノ等の創業地である。ヴァレンティノは1971年にミラノに本店及び本社機能を移転した。コンドッティ通りはヨーロッパで最も高価なショッピング街の1つであり、スペイン広場とともにローマの主要な高級地区である。

### 商業
大型店舗
- ガッレリア・アルベルト・ソルディ
- ラ・リナシェンテ(La Rinascente)
- コイン (イタリアのデパート)(Coin)

### 観光業
市内には古代遺跡や美術館などが多く残り、世界各国から観光客が集まることから観光業界が重要な産業となっており、特にヴェネト通りやスペイン広場周辺には高級ホテルやレストラン、ブティックが立ち並び一年中賑わいを見せている。

### 映画産業
郊外には独裁者ベニート・ムッソリーニが作った世界的に著名な映画撮影所「チネチッタ」があり、フェデリコ・フェリーニ監督の『甘い生活』や『インテルビスタ』など多数の名作が撮影された。イタリアの映画産業のみならずイタリアの近代文化にとっても重要な場所である。なお、フェリーニ監督は1971年に映画「Roma」
(邦題は『フェリーニのローマ』)を撮っている。都市名だけがそのまま題となっている映画は珍しいが（他には『カサブランカ』『シカゴ』など）、内容的にも特にストーリーの無い幻想的なローマ論で埋め尽くされており、キネマ旬報ベストテン2位など名作映画として評価されている。

## 交通

### 道路

他都市へのアクセス

GRA

- グランデ・ラッコルド・アヌラーレ（GRA） - ローマを取り囲む周囲68.2kmの無料の環状高速道路（アウトストラーダ）。

### 公共交通
市内・郊外

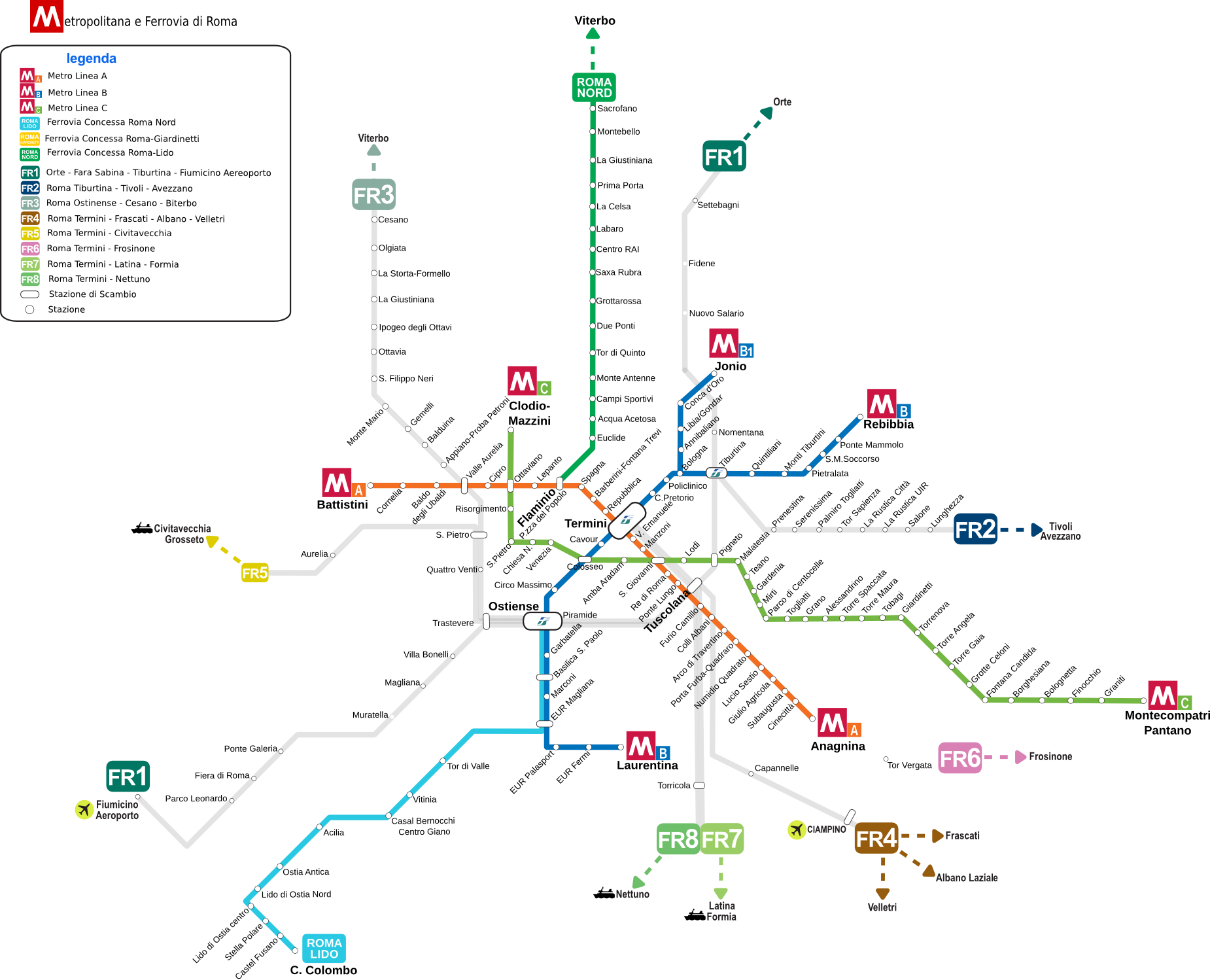
路線図（2015年完成予定）

イタリア鉄道（トレニタリア　Trenitalia）が市内と郊外を結ぶローマ近郊鉄道（FL線）を8路線運行している。イタリア鉄道の路線網は市内中心部のローマ・テルミニ駅やローマ・ティブルティーナ駅と旧市街外周部のローマ・オスティエンセ駅など複数駅の分散ターミナル方式である。また、ATACも都市鉄道を3路線運行し、オスティアなどの郊外との間を結んでいる。市内の交通はATACが運営するローマ地下鉄、トラム、バス網が中心である。他にもタクシーが安価な交通手段として多用されている。なお、バスやトラムは信用乗車方式であるため、駅の券売機やキオスク等で事前に切符を購入しておく必要がある。
長距離
長距離交通は、ローマ・テルミニ駅を発着する長距離列車のほか、時速300キロで運行されているユーロスター・イタリア（ES*）やItaloなどの高速鉄道、航空便や高速道路を使用する長距離バスなどで結ばれている。

### 航空
日本を含む長距離国際線とEU内国際線、国内線はフィウミチーノ空港（レオナルド・ダ・ヴィンチ国際空港）を使用するほか、EU内国際線と国内線はチャンピーノ空港（ジョヴァン・バッティスタ・パスティーネ空港）も使われる。フィウミチーノ空港まではテルミニ駅から直通列車「レオナルド・エクスプレス」が運航され、所要時間は30分ほどである。
日本への就航都市
- 東京（東京国際空港）
  - ITAエアウェイズが運航しているフィウミチーノ空港への直行便の他、欧州主要都市経由で行くことができる。以前は日本航空も直行便を運航していたがその後運休し、現在は運航していない。日本からローマへの直行便は、前述のITAエアウェイズによる羽田発の便のみである。
- 大阪（関西国際空港）
  - 過去にアリタリア-イタリア航空がフィウミチーノ空港への直行便を就航していたが、現在は就航していない。

- ヌオーヴォ・トラスポルト・ヴィアッジャトーリ
- ユーロスター・イタリア
- ローマ近郊鉄道
- レオナルド・エクスプレス
- ローマ地下鉄
- トラム (ローマ)
- ATAC

## 観光

### 観光スポット
- コロッセオ
- コンスタンティヌスの凱旋門
- バチカン
- バチカン美術館
- サン・ピエトロ大聖堂
- サン・ジョバンニ・イン・ラテラノ大聖堂
- サンタ・マリア・マッジョーレ大聖堂
- サン・パオロ・フオーリ・レ・ムーラ大聖堂
- サン・ロレンツォ・フオーリ・レ・ムーラ大聖堂
- ナヴォーナ広場
- ネプチューンの噴水(it）
- スペイン広場 (ローマ)
- 舟の噴水
- トレヴィの泉
- フェリクス水道の泉
- パオラの泉（英語版）
- ポポロ広場
- 双子教会（サンタ・マリア・イン・モンテサント教会とサンタ・マリア・デイ・ミラーコリ教会）
- サンタンジェロ城
- パンテオン
- 共和国広場
- サンタ・マリア・イン・コスメディン教会
- オードリー・ヘプバーンとグレゴリー・ペック主演の映画「ローマの休日」の真実の口。
- ボルゲーゼ美術館
- カンポ・デイ・フィオーリ広場（花の広場）(Campo de' Fiori)
- クイリナーレ宮殿
- エスポジツィオーニ宮殿(it:Palazzo delle Esposizioni)
- ヴェネツィア広場
- ヴィットーリオ・エマヌエーレ2世記念堂
- サンタ・マリア・ソプラ・ミネルヴァ教会
- コロンナ広場
- バルベリーニ広場(Piazza Barberini)
- ガイウス・ケスティウスのピラミッド
- カンピドリオとローマ市庁舎
- カピトリーノ美術館
- it:Sant'Ivo alla Sapienza
- カラカラ浴場
- ローマ歌劇場
- エウローパ（EUR）
- フォロ・イタリコ

古代ローマ遺跡
- フォロ・ロマーノ（フォルム・ロマヌム）
- フォロ・トライアーノ
- トラヤヌスの市場
- コロッセオ
- パンテオン
- トッレ・アルジェンティーナ広場
- アウグストゥス廟
- チルコ・マッシモ
- ドムス・アウレア
- カラカラ浴場
- it:Tempio di Adriano
- ローマ街道
- ガイウス・ケスティウスのピラミッド
  - アウレリア街道
  - アッピア街道（アッピア街道州立公園）
  - フラミニア街道

広場・公園
- ヴェネツィア広場
  - ヴィットーリオ・エマヌエーレ2世記念堂
- ナヴォーナ広場
- スペイン広場
- 舟の噴水
- カンピドリオ広場
- バルベリーニ広場 (Piazza Barberini)
- ポポロ広場
- ボルゲーゼ公園
- カンポ・デイ・フィオーリ広場（花の広場）(Campo de' Fiori)
- トレヴィの泉
- 亀の噴水
- コロンナ広場
- クイリナーレ

ローマのオベリスク
教会
- サン・ジョバンニ・イン・ラテラノ大聖堂
- サンタ・マリア・マッジョーレ大聖堂
- サン・パオロ・フオーリ・レ・ムーラ大聖堂
- サン・ロレンツォ・フオーリ・レ・ムーラ大聖堂
- サンタ・マリア・イン・コスメディン教会
  - 真実の口
- サンタ・マリア・イン・トラステヴェレ聖堂

宮殿
- パラッツォ・ファルネーゼ
- パラッツォ・バルベリーニ
- パラッツォ・ブランカッチョ
- ヴェネツィア宮殿
- クイリナーレ宮殿
- キージ宮殿
- エスポジツィオーニ宮殿(it:Palazzo delle Esposizioni)

美術館・博物館
- ミケランジェロ・ブオナローティによるアダムの創造のフレスコ画。 システィーナ礼拝堂。 バチカン美術館。
- アポロとダフネ ベルニーニ 作。 ボルゲーゼ美術館。
- カピトリーノのヴィーナス。 カピトリーノ美術館。
- ラファエロによるアテネの学堂。 バチカン美術館。
- アラ・パキス。

- ボルゲーゼ美術館
- ローマ国立博物館
- ヴィラ・ジュリア国立博物館
- カピトリーノ美術館
- マリオ・プラーツ美術館
- 国立古典絵画館
- イタリア国立東洋博物館（国立オリエント博物館）
- it:Palazzo delle Esposizioni

その他の建造物
- サンタンジェロ城
- テルミニ駅
- ローマ歌劇場
- it:Palazzo di Giustizia (Roma)
- フェリクス水道の泉
- パオラの泉（イタリア語版）
- クワトロ・フォンターネ（イタリア語版）
- it:Quartiere Coppedèとit:Fontana delle Rane (Roma)

市内の他の場所
- エウル
- チネチッタ
- ティベリーナ島
- オスティア

ローマの七丘
ローマの七丘とは、ローマの市街中心部からテヴェレ川東に位置する古代ローマ時代の七つの丘のこと。
- アヴェンティーノ
- カンピドリオ
- チェーリオ
- エスクイリーノ
- パラティーノ
- クイリナーレ
- ヴィミナーレ

バチカン市国内の観光名所
- バチカン市国
- バチカン美術館
- サン・ピエトロ大聖堂
- システィーナ礼拝堂

ローマ郊外の観光名所
- ティヴォリ
  - ティヴォリのエステ家別荘
- オスティア
  - オスティア・アンティカ
- カステッリ・ロマーニ (Castelli Romani)
- チェルヴェーテリとタルクイーニアのエトルリア墓地遺跡群
- ボーマルツォ
- チヴィタ・ディ・バーニョレージョ
- ボマルツォ
- ヴィルゴ水道

- ティヴォリのエステ家別荘
- ヴィッラ・アドリアーナ
- オスティア・アンティカ考古学公園
- アッピア街道州立公園 の クラウディア水道
- カステル・ガンドルフォのアルバーノ湖、教皇の夏の離宮
- ベルヴェデーレ庭園 鏡の庭園 カステル ガンドルフォ
- フラスカーティとアルドブランディーニ邸の眺め。カステッリ・ロマーニ、カンパーニャ・ロマーナ。
- チヴィタ・ディ・バーニョレージョローマとヴィテルボ近くの小さな村

## 教育・研究機関

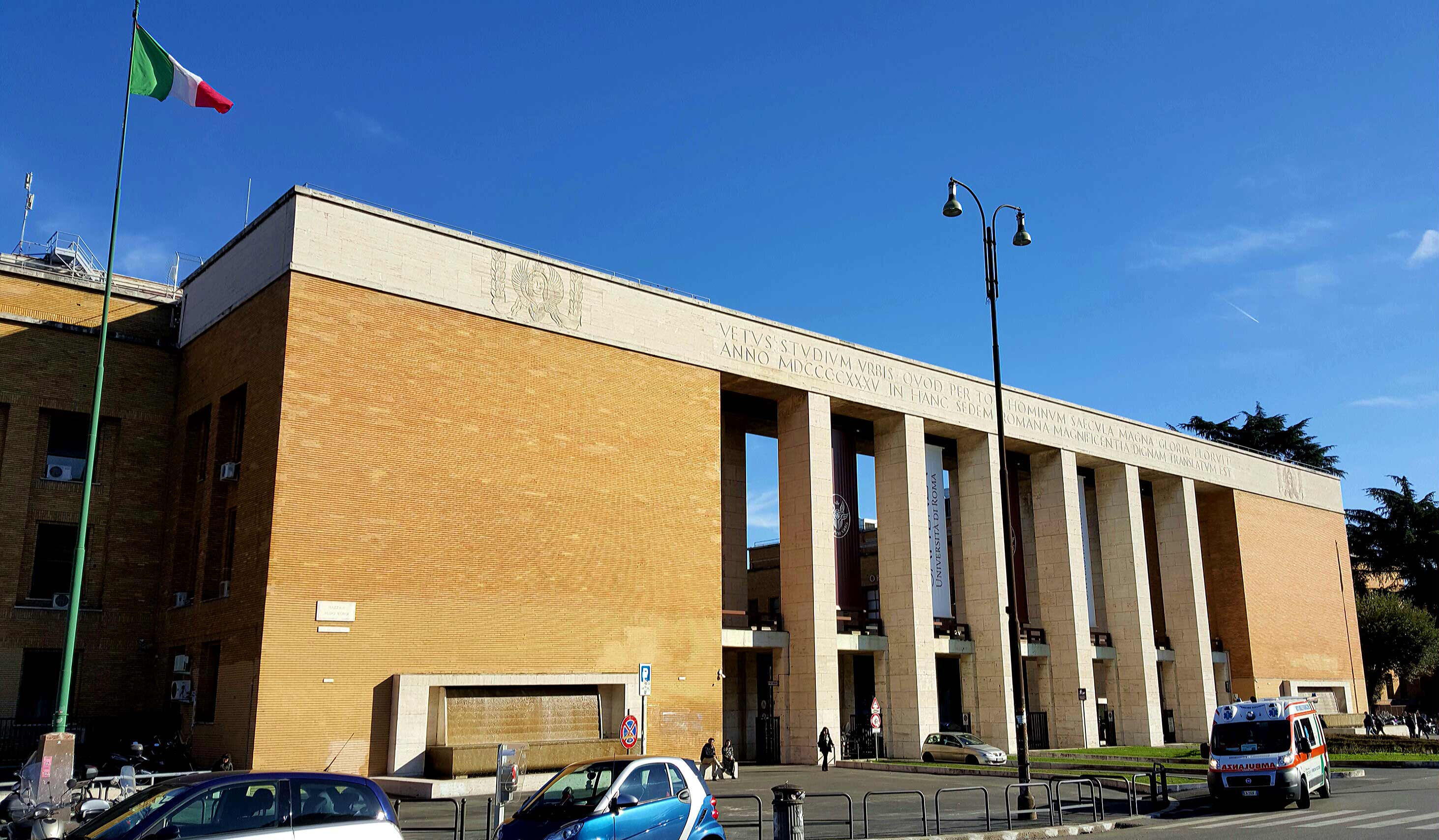
ローマ・ラ・サピエンツァ大学

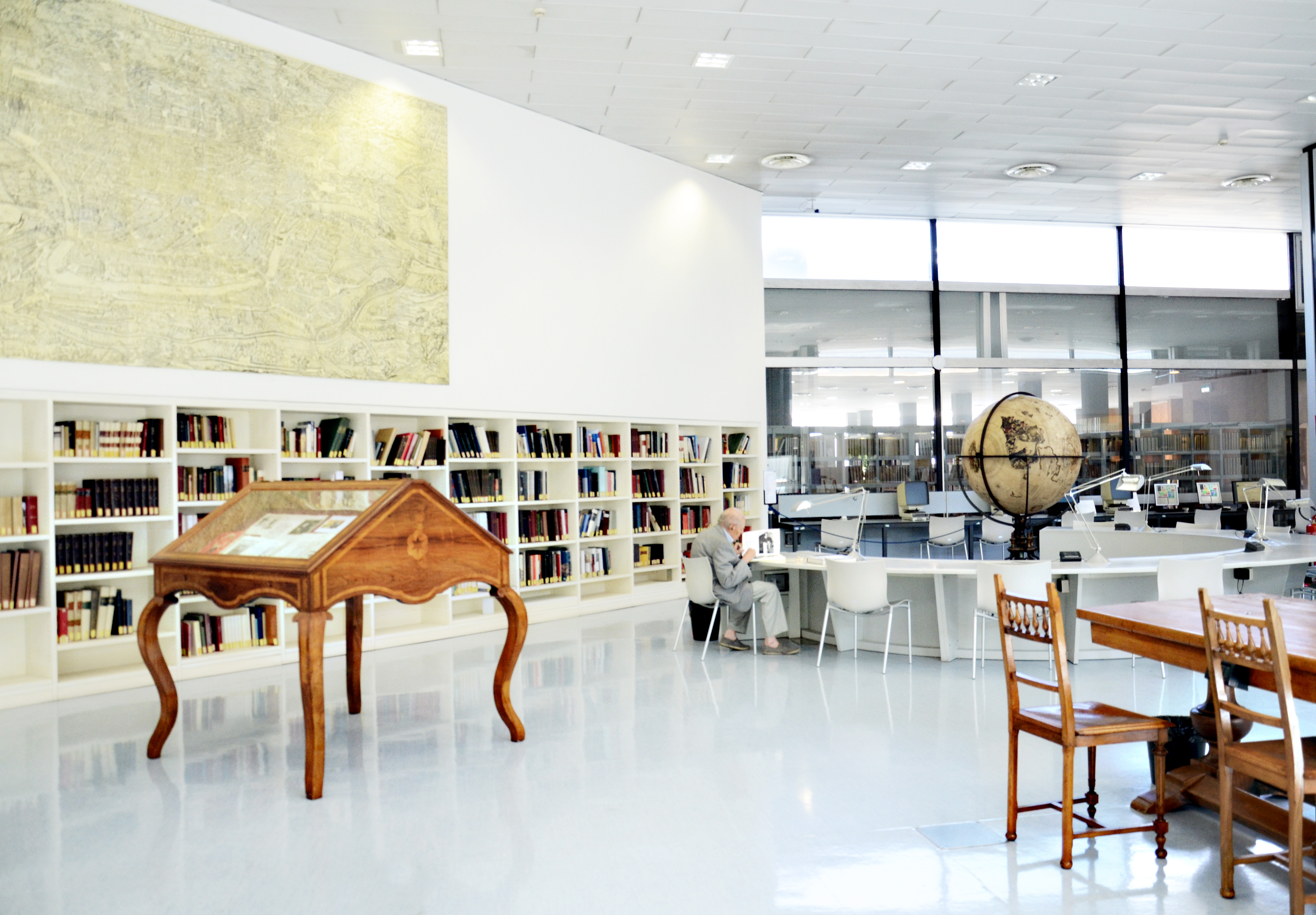
ローマ国立中央図書館

市内初の大学、ローマ・ラ・サピエンツァ大学は1303年に設立された、学生数12万人を超えるヨーロッパ最大の大学である。20世紀後半には、さらに2つの大きな公立大学が設立された。1982年にローマ大学トル ヴェルガータが、そしてローマ・トレ大学が1992年に設立され、現在ではそれぞれ約38,000人の生徒が在籍している。また、国の支援を受けているのは、IUSMで、フォロ・イタリコ地区に位置し、スポーツと運動科学に特化した2000人の学生を擁する職業大学である。
多数のローマには、教皇庁立大学や研究所があり、その中には1551年に設立され、世界最古のイエズス会大学であるグレゴリアン大学や教皇庁立聖トマス・アクィナス大学などがある。「アンジェリクム」は、聖ドミニコとトマス・アクィナスによって確立された、現在も続くドミニコ会のスコラ哲学の伝統を表している。

## 文化

### 聖地
ローマの宗教 (2017年)
ローマ市内にはキリスト教の聖地のひとつであるバチカン市国があり、毎年多くの観光客や巡礼者が訪れる。特にサン・ピエトロ広場は大規模なイベント時にも多くの信者を収容できるよう、最大で約30万人が一度に入れる敷地を持っている。

### 音楽
ローマは、北イタリアの諸都市に比べると意外なほどオペラは盛んではなく、ローマ歌劇場は2014年にいったん全従業員解雇が発表されたことがある（その後労使の妥協により撤回）。むしろイタリアには数少ないコンサートオーケストラの名門として、サンタ・チェチーリア国立アカデミー管弦楽団が特筆すべき存在である。また、イ・ムジチ合奏団も同地が拠点である。

### スポーツ

#### 国際大会
ローマは1960年のローマオリンピック開催地であり、同年には第1回パラリンピックが開催された。また、2009年の世界水泳選手権もローマで開催された。さらに1987年の世界陸上の開催地であり、スタディオ・オリンピコ・ディ・ローマが会場として使用された。イタリア陸上競技連盟会長のプリモ・ネビオロにより1980年に創設され、2010年以降はIAAFダイヤモンドリーグの1大会に加わった陸上競技会、ゴールデンガラもオリンピコを会場として行われている。

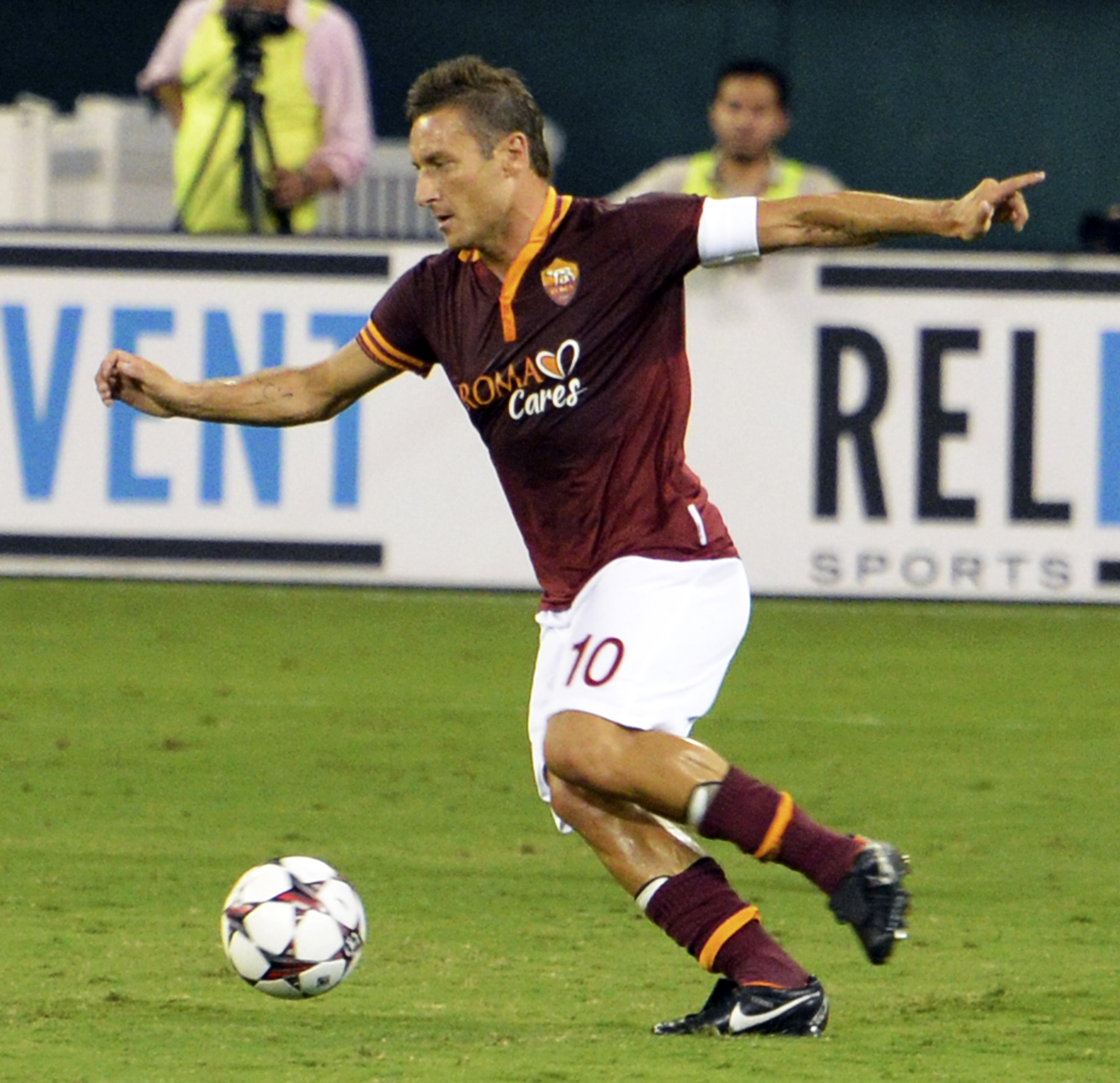
ASローマ時代のフランチェスコ・トッティ

#### サッカー
ローマで圧倒的に人気のあるスポーツはサッカーである。スタディオ・オリンピコでは1990 FIFAワールドカップ決勝戦が行われ、現在はセリエA屈指の強豪ASローマおよびSSラツィオのホームスタジアムとして使用されている。ローマとラツィオ間には猛烈なライバル意識が存在しており、地元民からはローマ・ダービーは「試合以上の存在」と言われている。
また、ローマのみならずイタリアを代表するサッカー選手として、フランチェスコ・トッティ、アレッサンドロ・ネスタ、ダニエレ・デ・ロッシ、アレッサンドロ・フロレンツィなどの有名な選手を輩出している。その中でもトッティは、およそ25年間にもわたってASローマ一筋でプレーしたワン・クラブ・マンであり、同クラブの歴代最多得点（316得点）および歴代最多出場（786試合）の記録をもつ。

## 著名な出身者

### 出身者
- ソフィア・ローレン（女優） - ローマ生まれ、ナポリ近郊ポッツオーリ育ち。

### 居住その他ゆかりある人物
- ラウラ・アントネッリ（女優）- 同地で死去。
- アルマンド・デュプランティス（陸上選手）- 同地で行われたゴールデンガラの男子棒高跳にて世界記録を樹立した。

## 関連項目

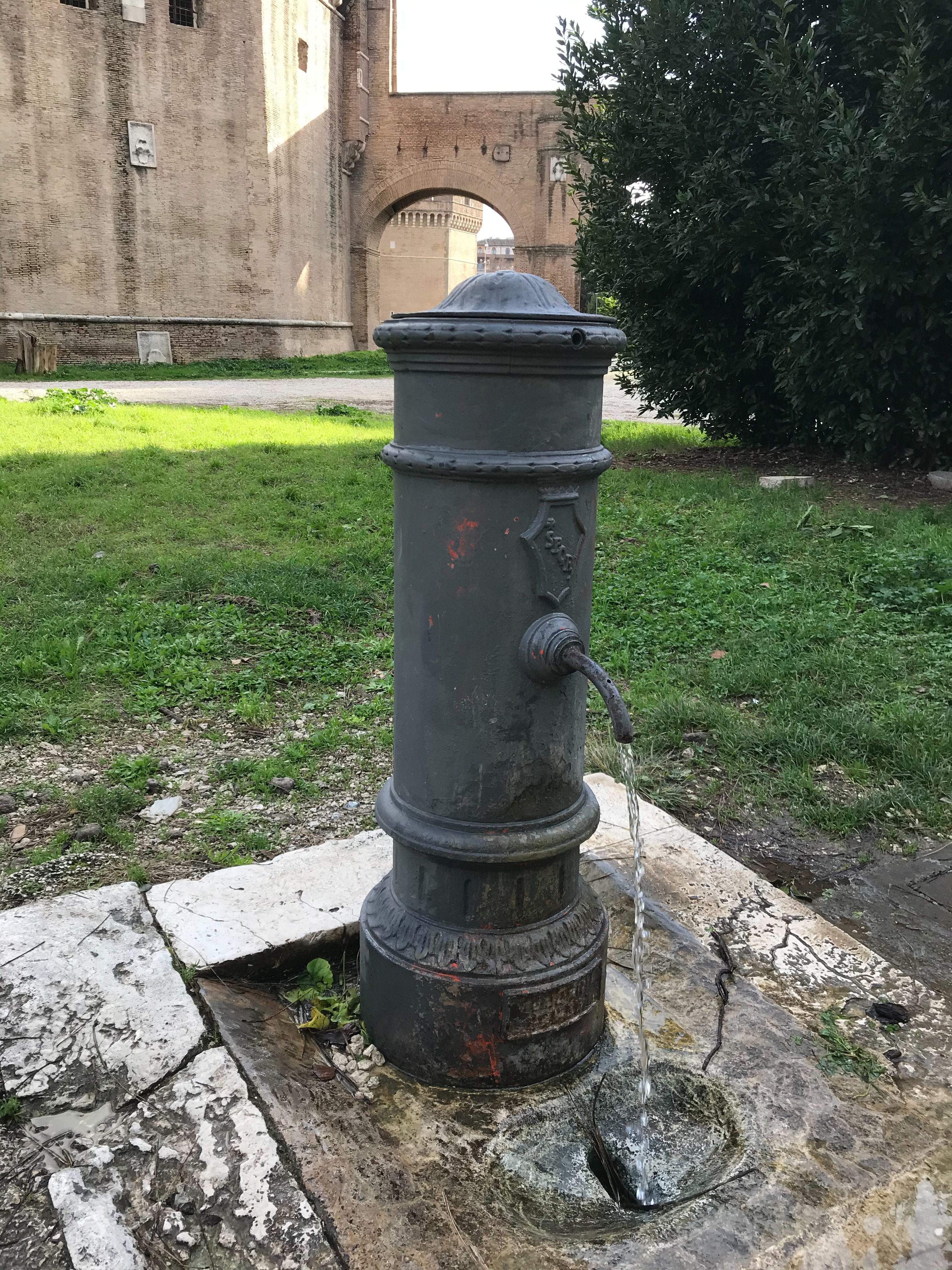
ローマのナゾーネ）

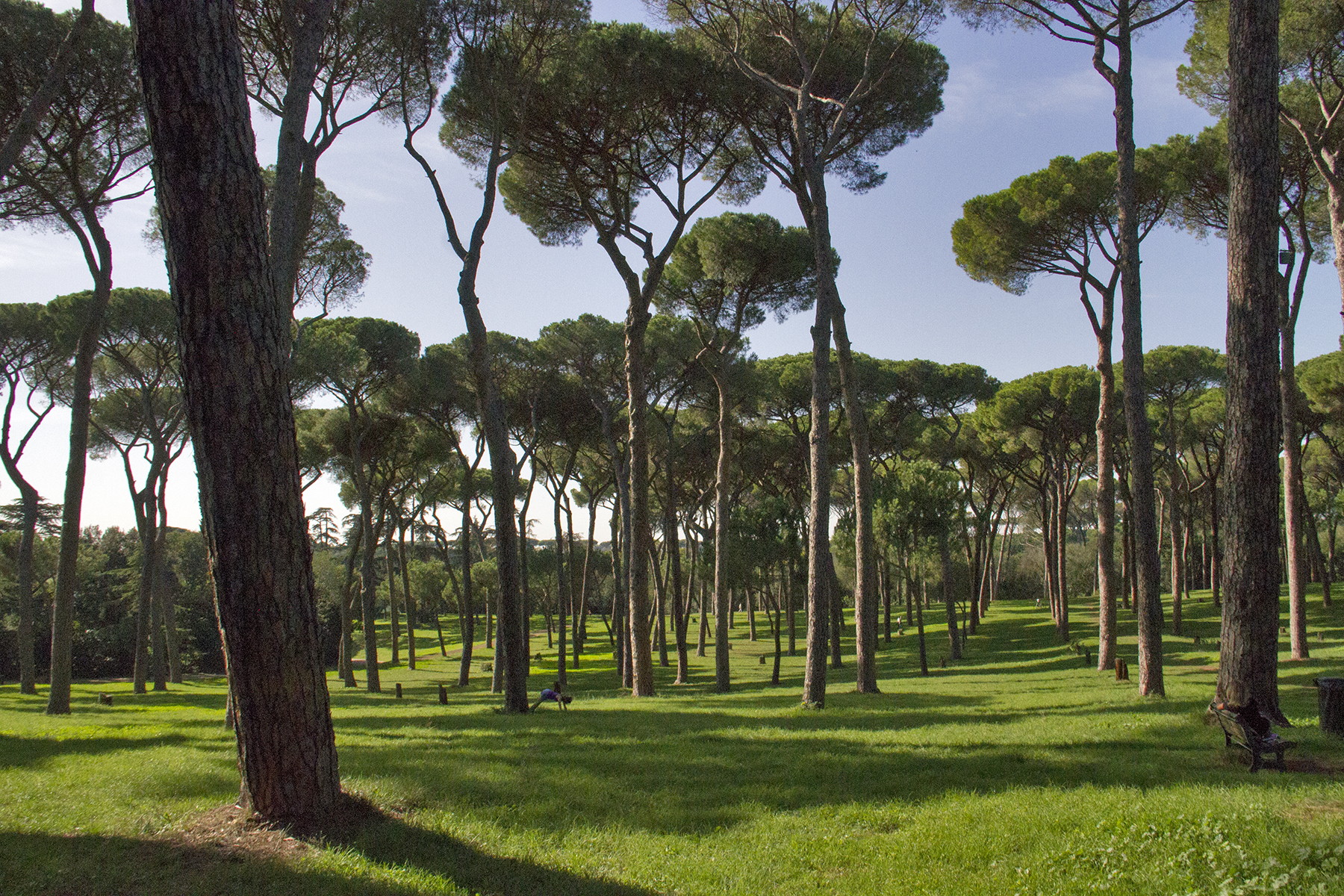
ローマを代表する木、イタリアカサマツ（＠:it:Villa Doria Pamphili）